# Cerf élaphe ibérique
Cervus elaphus hispanicus
Espèce
Statut de conservation UICN

LC : Préoccupation mineure
Le Cerf élaphe ibérique (Cervus elaphus hispanicus) est une sous-espèce du Cerf élaphe endémique de la péninsule Ibérique. Présent principalement en Espagne et au Portugal, il constitue l'un des plus grands ongulés sauvages de la région méditerranéenne européenne. Cette sous-espèce se distingue de ses cousins d'Europe centrale et orientale par une morphologie plus légère, une taille corporelle plus réduite et des bois généralement plus fins et moins ramifiés. Ces caractéristiques sont le fruit d'une adaptation ancienne aux conditions écologiques du climat méditerranéen, marqué par des étés chauds et secs, des ressources alimentaires plus limitées et des paysages semi-ouverts.
Bien que génétiquement proche des autres sous-espèces du Cerf élaphe, Cervus elaphus hispanicus présente des traits distinctifs suffisamment marqués pour justifier sa classification taxonomique propre. Il joue un rôle écologique important dans les écosystèmes qu'il occupe, notamment les dehesas ibériques (pâturagess boisés traditionnels), et est étroitement lié à la culture cynégétique locale. En Espagne, ce cerf est une espèce-phare de la chasse traditionnelle, particulièrement dans le cadre des montérías, battues organisées à grande échelle selon des coutumes ancestrales.
Considéré comme non menacé à l'échelle globale, le Cerf élaphe ibérique fait néanmoins l'objet d'une gestion rigoureuse pour éviter les déséquilibres liés à la surpopulation, la consanguinité ou les conflits d'usage avec les activités agricoles. Par son importance biologique, culturelle et économique, il constitue un sujet d'étude et de conservation majeur pour la faune sauvage de la péninsule Ibérique.

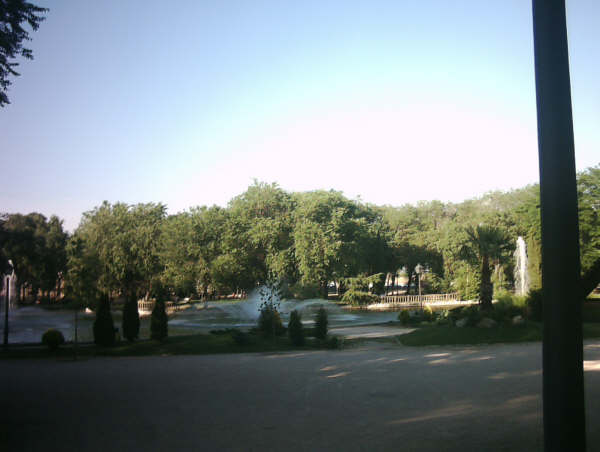
, populairement connu sous le nom de « parc des Pins ».

## Description
Le cerf élaphe ibérique est une sous-espèce de taille moyenne, adaptée aux conditions environnementales spécifiques de la péninsule Ibérique. Il présente une silhouette plus compacte et une stature généralement plus modeste que celle des cerfs élaphes d'Europe centrale. La hauteur au garrot des mâles adultes se situe entre 100 et 120 cm, tandis que leur longueur totale peut atteindre 2,1 m. Le poids des mâles varie entre 130 et 180 kg, bien que certains individus exceptionnellement bien nourris puissent dépasser les 200 kg. Les femelles, plus petites et plus légères, pèsent généralement entre 80 et 120 kg.
Le pelage du cerf élaphe ibérique varie selon les saisons. En été, il est brun-roux, tandis qu'il prend une teinte plus sombre, brun grisâtre, durant l'hiver. Les faons naissent avec une robe tachetée de blanc, caractéristique des cervidés, qui s'atténue avec l'âge. Une zone plus claire, en forme de rein, est visible sur la croupe, ce qui constitue un marqueur visuel typique de l'espèce.
La tête du cerf élaphe ibérique est relativement fine et allongée. Le museau est sombre et les oreilles, proportionnellement grandes, sont bien adaptées à la détection des sons dans les habitats méditerranéens ouverts. Un net dimorphisme sexuel distingue les mâles des femelles : les premiers sont non seulement imposants, mais portent également des bois, alors que les femelles en sont dépourvues.
Les bois constituent l'un des traits les plus emblématiques du cerf mâle. Leur cycle est annuel : ils tombent généralement entre février et mars, puis repoussent immédiatement, recouverts d'un velours nourricier jusqu'à leur minéralisation complète en été. Chez le cerf élaphe ibérique, les bois sont plus courts et plus légers que ceux des populations centre-européennes. Ils sont souvent légèrement incurvés vers l'arrière et leur structure est moins complexe : le nombre de cors varie le plus souvent entre six et dix, bien que certains mâles âgés ou vivant dans des habitats très favorables puissent développer jusqu'à douze cors. Les couronnes terminales, fréquentes chez les cerfs des régions tempérées, sont rares et peu développées chez Cervus elaphus hispanicus. De plus, les bois sont parfois asymétriques ou irréguliers, reflétant une variabilité naturelle importante au sein de cette sous-espèce.
Dans un contexte cynégétique, les trophées de cerf élaphe ibérique sont appréciées non pas pour leur taille imposante, mais pour leur finesse et leur esthétique. En Espagne, ils sont évalués selon les critères du Conseil International de la Chasse (CIC), et les trophées dépassant les 180 points CIC sont considérés comme remarquables pour cette sous-espèce.
Par rapport à la sous-espèce d'Europe centrale, Cervus elaphus elaphus, le cerf élaphe ibérique se distingue par sa plus petite taille, des bois moins massifs, une couronne terminale peu marquée et une meilleure adaptation aux milieux secs et ouverts. Ce profil morphologique illustre une adaptation évolutive aux contraintes écologiques du climat méditerranéen, caractérisé par des étés chauds, des sols pauvres, et des ressources alimentaires plus dispersées.

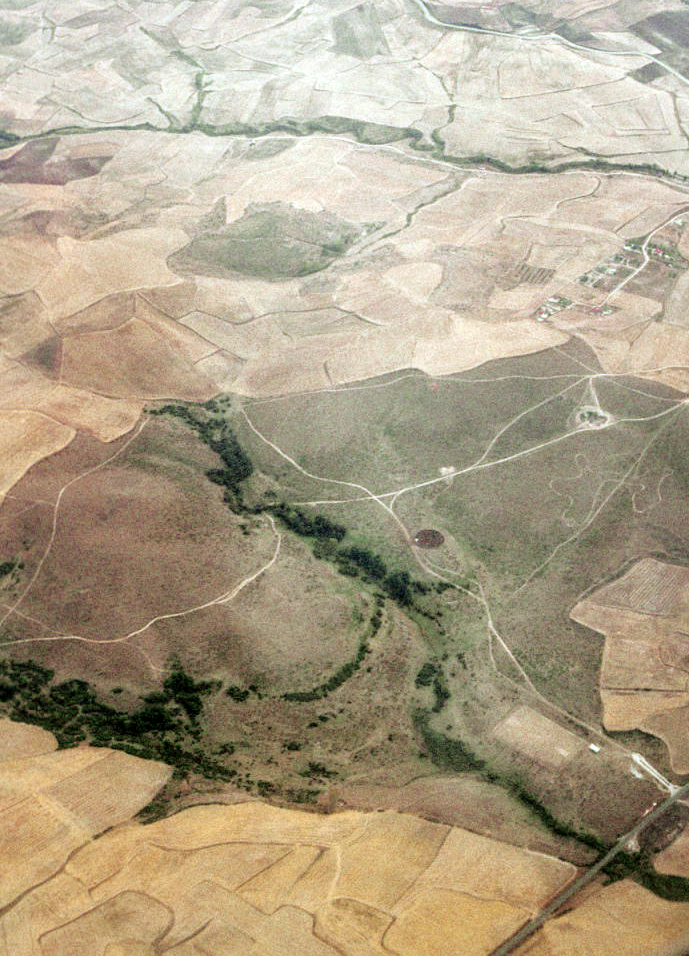
Photographie aérienne de l'ancienne "dehesa" de Cobeña, Madrid, Espagne.

## Répartition
Le cerf élaphe ibérique (Cervus elaphus hispanicus) est une sous-espèce endémique de la péninsule Ibérique, dont la répartition couvre essentiellement le Sud, le centre et l'Ouest de l'Espagne ainsi que l'Est et le Sud du Portugal,. Il occupe une grande diversité de milieux, principalement des zones boisées de climat méditerranéen, alternant forêts claires, maquis, garrigues et pâturages arborescents de type dehesa,.
En Espagne, les populations les plus denses se concentrent dans la Sierra Morena, notamment dans les provinces andalouses de Jaén, Córdoba et Ciudad Real, où les grands massifs forestiers et la tradition de gestion cynégétique favorisent son maintien,. La région d'Estrémadure, et plus particulièrement les dehesas des provinces de Cáceres et Badajoz, constitue également un bastion important pour l'espèce. Le parc national de Cabañeros, situé en Castille-La Manche, héberge une population notable et fait figure de modèle en matière de gestion intégrée de la faune sauvage. D'autres noyaux significatifs se trouvent dans les systèmes montagneux centraux tels que la Sierra de Guadarrama, les monts de Tolède et la Sierra de Gredos. Plus au Nord, on observe une expansion progressive des populations vers la Navarre et le Pays basque, ainsi que vers les Pré-Pyrénées d'Aragon et de Catalogne, où l'espèce recolonise certaines zones autrefois désertées, parfois grâce à des programmes de réintroduction ou de soutien aux populations existantes,.
Au Portugal, le cerf élaphe ibérique est bien représenté dans la région de l'Alentejo, en particulier dans les districts de Portalegre, Évora et Beja, où les grandes propriétés privées de chasse et les paysages de dehesas fournissent un habitat optimal. Le Nord-Ouest du pays, notamment les régions de Trás-os-Montes et de l'Alto Douro, accueille également des populations croissantes, favorisées par les corridors écologiques et les politiques de réensauvagement. Plus récemment, une présence modeste mais stable s'est installée dans l'Algarve et d'autres zones du Sud-Ouest portugais,.
L'aire de répartition de cerf élaphe ibérique s'est élargie considérablement au cours des dernières décennies, en grande partie grâce à une gestion cynégétique active et à une valorisation économique croissante de l'espèce dans le cadre de la chasse sportive. Cette dynamique a permis la recolonisation naturelle de plusieurs secteurs, mais a également engendré, dans certaines zones, des problèmes de surdensité, de dégradation des écosystèmes par abroutissement excessif, et de conflits avec les activités agricoles. Ainsi, bien que l'espèce ne soit pas menacée à l'échelle ibérique, sa gestion reste un enjeu de conservation et d'équilibre agro-écologique.

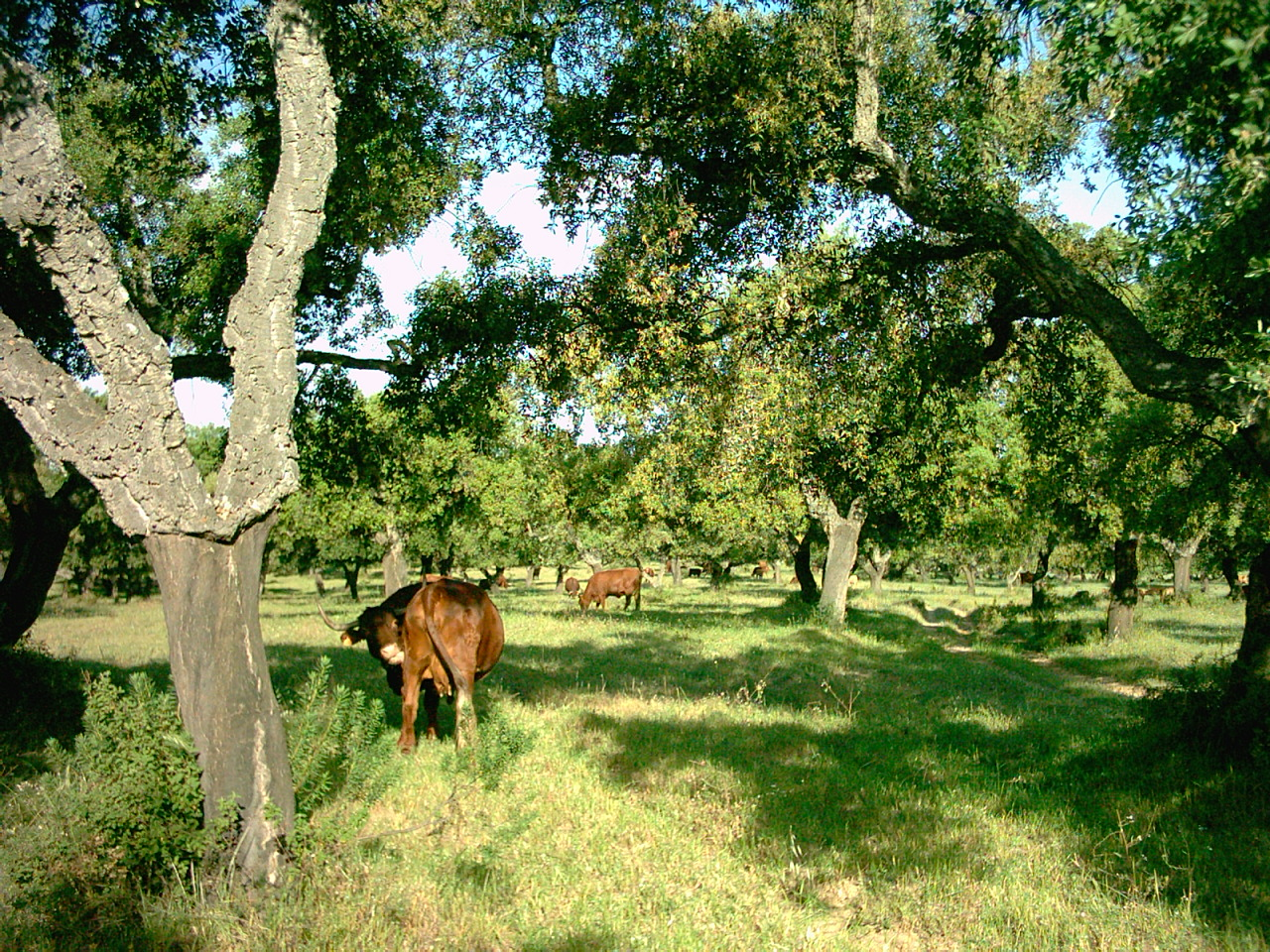
Image d'une Dehesa à Bollullos Par del Condado (Huelva, Espagne).

## Habitat
Le cerf élaphe ibérique évolue principalement dans des milieux méditerranéens chauds, secs et structurés, où se combinent couvert végétal et ouvertures pâturables. Il montre une forte capacité d'adaptation à différents types de paysages, à condition que ceux-ci lui offrent suffisamment de nourriture, de refuges et de tranquillité. L'habitat le plus emblématique de cette sous-espèce est la dehesa, un paysage agro-sylvo-pastoral typique de l'Ouest de l'Espagne et du Portugal. Ces pâturages ouverts, parsemés de chênes verts (Quercus ilex) ou de chênes-lièges (Quercus suber), fournissent au cerf un équilibre idéal entre zones d'alimentation herbacée et îlots de couverts forestier pour le repos et la dissimulation.
Outre les dehesas, le cerf élaphe ibérique occupe également des forêts méditerranéennes plus denses, qu'elles soient naturelles ou reboisées. Ces massifs, que l'on retrouve notamment dans la Sierra Morena, la Sierra de Cazorla, ou encore dans les contreforts des systèmes Bétiques et Central, offrent un refuge efficace contre les fortes chaleurs estivales, les prédateurs, ou la pression humaine, particulièrement pendant la période du brame ou lors des battues. Il fréquente également des zones de garrigue ou de maquis, souvent constituées d'arbustes denses comme les cistes, les genévriers ou les arbousiers, où il peut se dissimuler en journée tout en gardant un accès facile à des zones d'alimentation.
Le cerf élaphe ibérique est présent depuis les plaines basses, notamment dans les zones agricoles du Sud-Ouest espagnol situées en dessous de 200 m d'altitude, jusqu'aux massifs plus élevés dépassant 1 500 m dans certaines régions andalouses. En période estivale, il n'est pas rare de le voir migrer vers des altitudes plus fraîches pour échapper aux fortes chaleurs et aux insectes. À l'inverse, en hiver on le voit parfois redescendre vers les vallées, où la nourriture reste plus abondante,.
L'utilisation du territoire par le cerf varie fortement selon les saisons. En été son activité devient plus nocturne et il recherche les zones plus fraîches et ombragées de son domaine vital. En automne, durant le brame, les mâles recherchent des zones dégagées (clairières, prairies…) proches des bois pour rassembler et défendre leurs hardes, tout en conservant des voies de fuite vers les zones boisées denses. En hiver, les cerfs se déplacent plus librement dans les zones ouvertes, surtout si la pression cynégétique y diminue et que la ressource alimentaire y reste suffisante.
Enfin, le cerf élaphe ibérique montre une certaine tolérance aux milieux partiellement modifiés par l'Homme, comme les mosaïques de cultures, d'oliveraies ou de plantations de pins. Néanmoins, dans les zones fortement anthropisées ou soumises à une fréquentation humaine élevée, il devient plus discret, adoptant un comportement crépusculaire voire nocturne, et privilégiant des zones refuges inaccessibles ou peu dérangées. Cette plasticité écologique contribue largement à son succès dans les paysages méditerranéens, malgré les contraintes croissantes liées aux activités humaines.

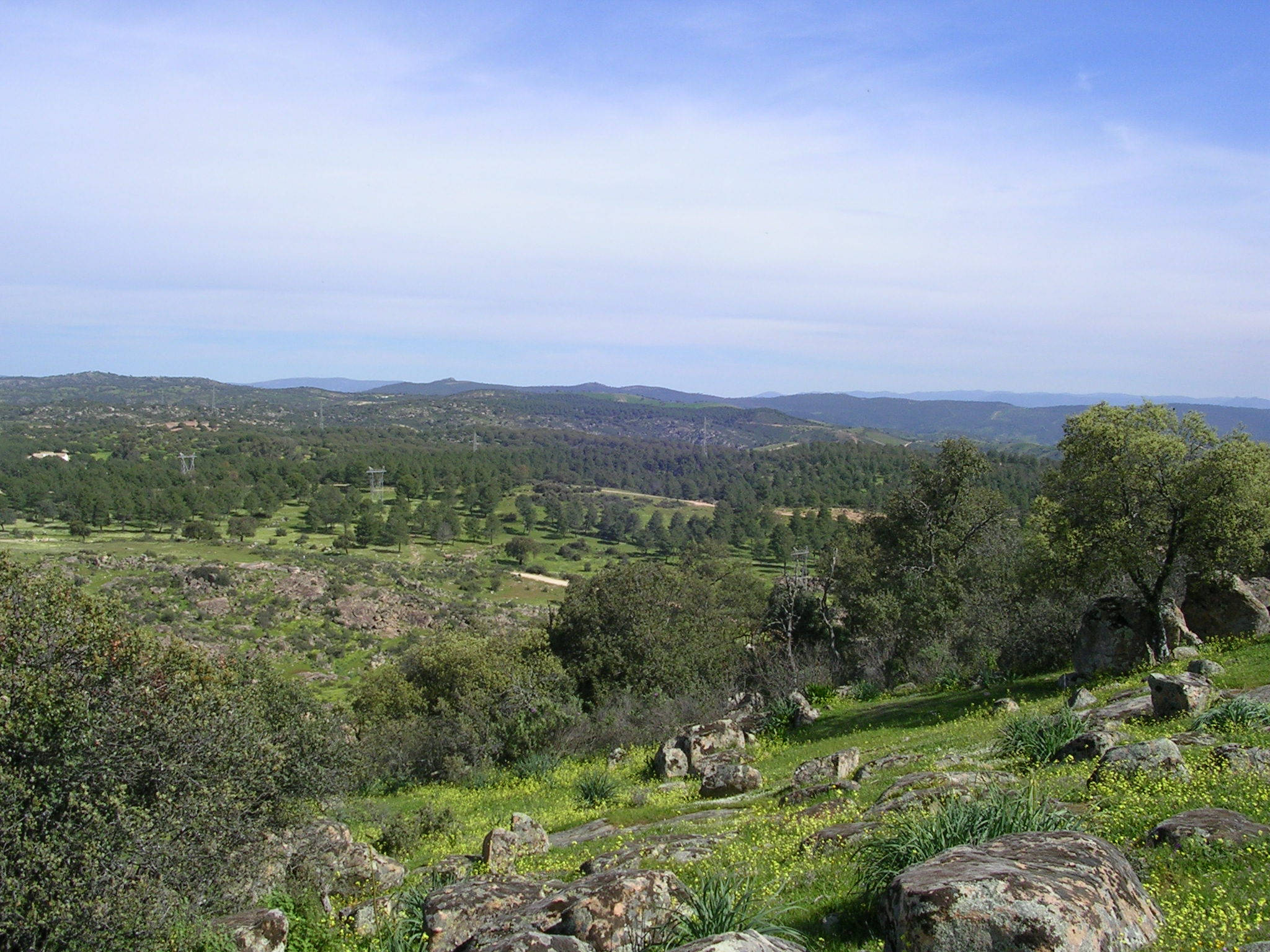
Paysage caractéristique des zones montagneuses où vit l'espèce.

## Comportement
Le cerf élaphe ibérique présente une organisation sociale et des comportements fortement influencés par les caractéristiques écologiques de la péninsule Ibérique, notamment le climat méditerranéen, la structure des paysages et la pression humaine, en particulier celle liée à la chasse. Ces comportements varient selon la saison, le sexe et le statut physiologique de l'individu.
Les femelles vivent généralement en groupes matrilinéaires appelés hardes, composés de plusieurs biches et de leurs jeunes. Ces groupes sont relativement stables dans le temps et sont souvent dirigés par une femelle dominante. En revanche, les mâles adultes mènent une vie plus solitaire. Ils vivent isolés ou forment de petits groupes temporaires hors de la saison de reproduction. Les jeunes mâles, après leur premier hiver, quittent progressivement le groupe maternel et adopte un mode de vie plus indépendant.
L'activité quotidienne du cerf élaphe ibérique est principalement crépusculaire et nocturne, ce qui constitue une adaptation aux températures élevées du climat méditerranéen. Il est plus actif aux premières heures du jour et en fin d'après-midi, tandis qu'il se repose en journée dans des zones abritées comme les fourrés ou les boisements denses. Durant les mois plus chauds, son activité diurne est fortement réduite, tandis qu'en hiver, il peut s'observer davantage en pleine lumière, notamment dans les zones ouvertes.
Contrairement à certaines autres espèces de cervidés, le cerf élaphe ibérique n'est pas strictement territorial. Cependant, les mâles peuvent temporairement défendre un secteur durant la période de reproduction. Les domaines vitaux sont très variables selon la qualité de l'habitat et les ressources disponibles. Les femelles montrent une grande fidélité à leurs zones de mise bas, tandis que les mâles adultes peuvent parcourir de longues distances, parfois plusieurs dizaines de kilomètres, pour rejoindre les zones de rut ou des lieux de nourrissage particulièrement riches,.
La période du brame, moment central du cycle comportemental du cerf élaphe ibérique, à lieu généralement entre la mi-septembre et la mi-octobre, selon l'altitude et les conditions climatiques locales. Durant cette période, les mâles cessent presque complètement de s'alimenter et consacrent leur énergie à la recherche de femelles et à leur défense. Ils émettent alors de puissantes vocalisations, appelées brames, qui servent à attirer les femelles et à intimider les concurrents. Ces manifestations sonores sont souvent accompagnées de comportements de parades, de marquages du territoire (urine, frottis, creusements) et de combats parfois violents avec d'autres mâles. La hiérarchie entre les mâles s'établit alors en fonction de leur taille, de leur condition physique et de la puissance de leurs bois.
La communication chez cette sous-espèce repose sur un ensemble de signaux vocaux, olfactifs et visuels. Les vocalisations sont utilisées tant par les mâles que par les femelles, notamment pour maintenir le contact entre les membres du groupe ou donner l'alerte en cas de danger. Les signaux olfactifs jouent également un rôle important dans le marquage du territoire et la reconnaissance individuelle. Enfin, les attitudes corporelles, la posture et l'apparence des bois constituent des éléments clés de la communication visuelle, en particulier dans les interactions entre mâles.
Dans les zones soumises à une forte pression cynégétique, les cerfs développent une grande vigilance et une méfiance accrue vis-à-vis de l'humain. Leur activité nocturne s'intensifie, et ils privilégient des zones de refuges éloignées des zones fréquentées. À l'inverse, dans certains territoires privés ou enclos de chasse où la présence humaine est régulière et non menaçante, certains individus peuvent développer une relative tolérance à l'Homme.
Le comportement de fuite est généralement rapide et silencieux, avec des déplacements prudents à travers le couvert végétal. Les cerfs utilisent alors leur connaissance fine du terrain pour échapper à la détection. Cette prudence est particulièrement marquée en dehors de la saison du brame, lorsque les interactions sociales sont réduites et que la discrétion prime sur l'affirmation de la dominance.
Ainsi, le comportement du cerf élaphe ibérique s'inscrit dans une dynamique complexe, façonnée par les rythmes naturels, les structures sociales, et les interactions avec les activités humaines, notamment la chasse, qui joue un rôle déterminant dans la sélection comportementale de cette sous-espèce.

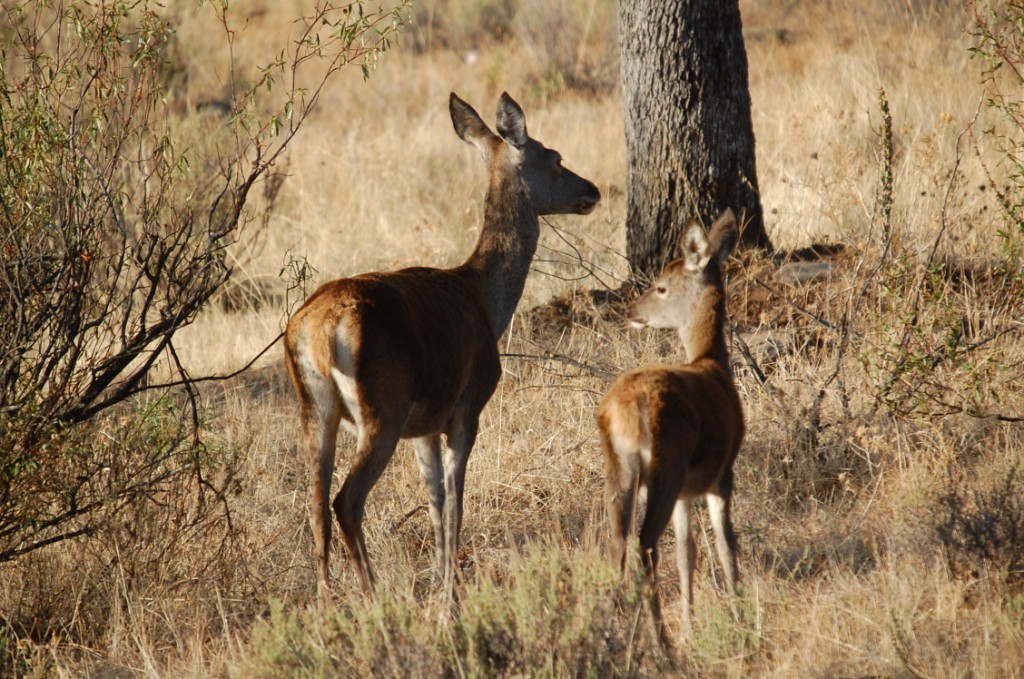
Berrea en Monfragüe, Espagne, 2008.

## Chasse
La chasse au cerf élaphe ibérique occupe une place centrale dans les traditions cynégétiques de la péninsule Ibérique. À la fois pratique de gestion des populations et expression culturelle, elle représente une activité emblématique dans de nombreuses régions rurales d'Espagne et du Portugal. Deux grands modes de chasse sont principalement utilisés pour cette sous-espèce : la montería et la chasse à l'approche.
La montería est la forme la plus traditionnelle et la plus spectaculaire de chasse collective en Espagne. Organisée généralement durant l'automne et l'hiver, cette chasse en battue mobilise plusieurs dizaines de chiens (appelés rehalas) qui parcourent les collines pour débusquer le gibier, notamment les cerfs, les sangliers et parfois les daims et les mouflons. Les chasseurs, postés à des emplacements fixes tout autour de la zone battue, attendent le passage des animaux poussés par les chiens et les rabatteurs. Plus qu'un simple acte cynégétique, la montería est un rituel social structuré, avec ses propres codes, tenues, cérémonial de présentation des trophées et repas collectifs. Elle est particulièrement pratiquée dans les grandes "fincas" du Sud et de l'Ouest de l'Espagne, ainsi que dans l'Alentejo portugais.
La chasse à l'approche, ou à l'affût, constitue une méthode plus discrète, souvent pratiquée de manière individuelle. Elle est privilégiée durant l'été pour le tir de sélection, ou à l'automne pendant la période du brame. Ce moment de rut, où les mâles se manifestent par leurs puissants cris pour marquer leur territoire et attirer les femelles, offre aux chasseurs l'opportunité d'observer des comportements naturels tout en ciblant les individus les plus matures. Ce mode de chasse est apprécié pour sa dimension technique, son respect du silence et l'observation prolongée de la faune.
Les trophées de cerf élaphe ibérique sont généralement plus modestes que ceux des cerfs d'Europe centrale, mais ils se distinguent par leur finesse et leur symétrie. Les bois des mâles présentent habituellement huit à dix cors, bien que certains sujets d'exception puissent atteindre douze ou quatorze cors. Moins perlés, moins massifs, mais souvent élégants, ces trophées font l'objet d'une évaluation selon les critères établis par le Conseil International de la Chasse (CIC). En Espagne, des jurys régionaux (juntas de homologacíon) sont chargés d'homologuer les trophées en fonction de leur poids, leur régularité, leur développement et leur esthétique générale. Les meilleurs spécimens peuvent obtenir des scores supérieurs à 190 points CIC, bien que la moyenne tourne généralement autour de 160 à 180 points.
La réglementation de la chasse est strictement encadrée par les autorités régionales. Chaque communauté autonome en Espagne, tout comme chaque district au Portugal, détermine des calendriers, des quotas et des plans techniques spécifiques à chaque territoire. Ces plans définissent les prélèvements autorisés en fonction de l'état des populations locales, de la structure d'âge et des objectifs de gestion. La chasse des biches et des jeunes est encouragée dans certaines zones afin de maintenir un équilibre démographique et écologique,.
Face à la [demande croissante pour des trophées de qualité, un nombre important de propriétés privées ont développé des élevages intensifs, parfois en enclos, avec des pratiques de sélection génétique visant à augmenter la taille des bois. Ces pratiques soulèvent toutefois des inquiétudes quant à la consanguinité, à l'homogénéisation des lignées et à la perte de diversité génétique. De plus, des lâchers de cerfs issus d'élevages non contrôlés peuvent entraîner une hybridation avec d'autres sous-espèces, compromettant l'intégrité génétique du cerf élaphe ibérique.
Au-delà de sa dimension traditionnelle, la chasse au cerf élaphe ibérique représente une source de revenus significative pour les territoires ruraux. Elle génère une activité économique importante, en particulier dans les zones où le tourisme cynégétique est développé. De nombreux chasseurs, espagnols comme étrangers, viennent chaque année participer à des monterías ou des séjours à l'approche, contribuant à dynamiser les secteurs de l'hébergement, de la restauration, de la taxidermie et des services liés à la gestion de la faune.
Toutefois, cette activité n'est pas exempte de défis. Dans certaines régions, les densités de cerfs peuvent devenir excessives, entraînant des impacts écologiques tels que le surpâturage, la dégradation des sous-bois et des conflits avec l'agriculture. Une gestion raisonnée et durable, alliant régulation des effectifs, maintien de la diversité génétique et respect des équilibres naturels, est aujourd'hui essentielle pour préserver la richesse biologique et |culturelle que représente le cerf élaphe ibérique.

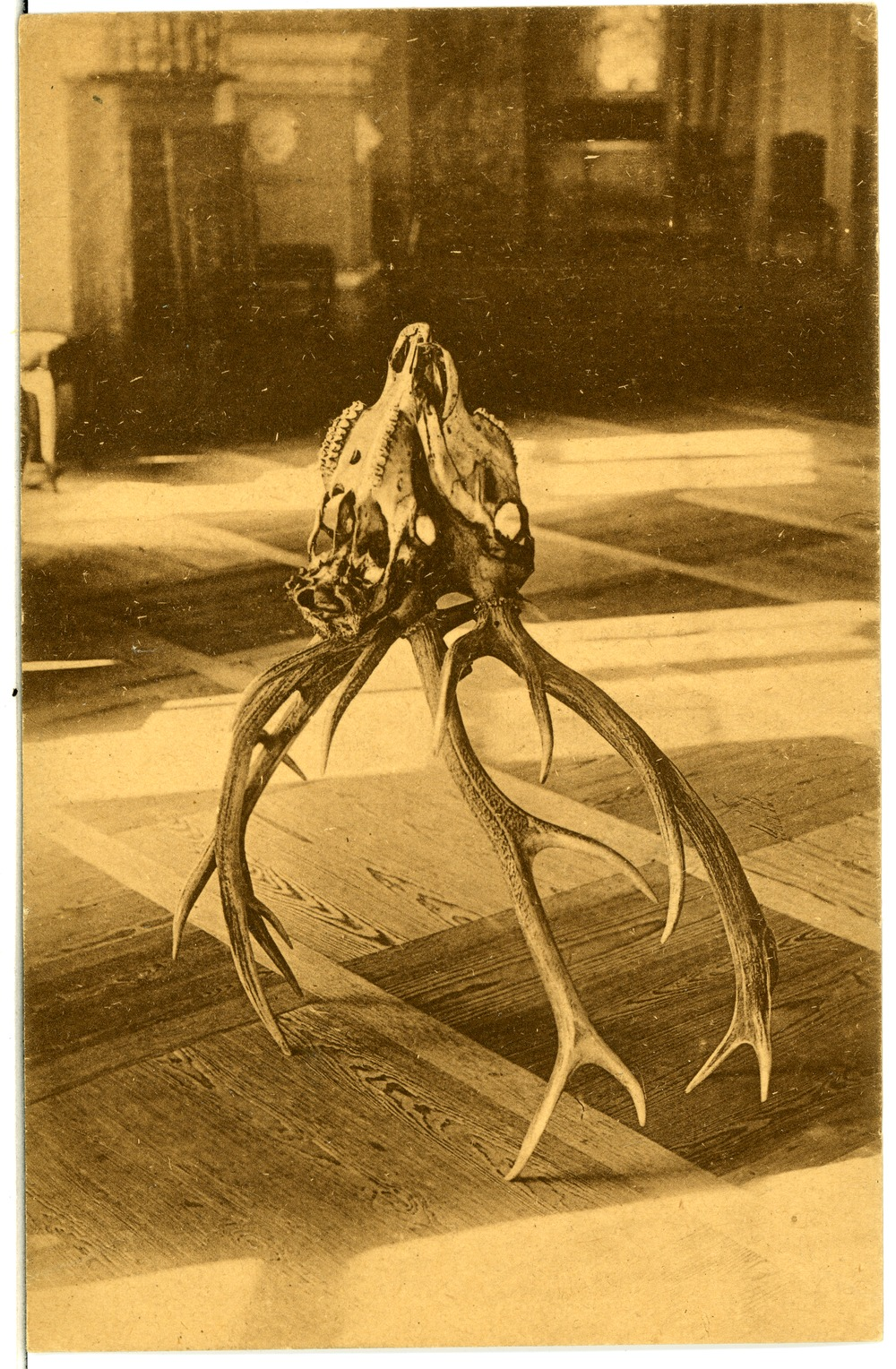
Moritzbourg ; bois de cerf élaphe ibérique du pavillon de chasse.

## Statut de conservation
Cervus elaphus hispanicus n'est pas considéré comme une espèce menacée à l'échelle de la péninsule Ibérique. Bien au contraire, ses populations sont aujourd'hui largement répandues et souvent abondantes dans de nombreuses régions d'Espagne et du Portugal, en particulier dans les zones rurales où la chasse joue un rôle économique et culturel important. Toutefois, cette situation globalement favorable cache plusieurs enjeux liés à la gestion durable de l'espèce, ainsi qu'à certains déséquilibres écologiques.
Le statut de conservation du cerf élaphe en tant qu'espèce est évalué comme étant de "préoccupation mineure" (Least Concern) par l'Union internationale pour la conservation de la nature, et la sous-espèce ibérique, bien qu'elle ne fasse pas l'objet d'une évaluation distincte, est généralement considérée comme stable. Elle fait néanmoins l'objet d'une réglementation stricte dans les deux pays où elle est présente, notamment par l'intermédiaire de plans de chasse encadrés par les autorités régionales et locales. La chasse, tout en représentant un outil de régulation, constitue également une source de revenus et de valorisation des territoires ruraux, notamment dans le cadre des monterías en Espagne.
L'une de principales problématiques rencontrées dans la conservation de cette sous-espèce est la surpopulation localisée dans certaines zones, en particulier dans les propriétés de chasse clôturées ou dans les réserves privées où les densités sont artificiellement élevées pour répondre à la demande cynégétique. Cette surabondance peut entraîner une dégradation progressive des écosystèmes forestiers, notamment par un abroutissement excessif des jeunes plants, une raréfaction de la régénération naturelle et une altération de la diversité végétale. Elle favorise également une concentration inhabituelle d'individus, ce qui augmente les risques de transmission de maladies, à la fois entre |cervidés et vers le bétail domestique.
Par ailleurs, dans ces milieux fermés où le brassage génétique est limité, des phénomènes de consanguinité ont été observés, provoquant à long terme une réduction de la diversité génétique,. Cette situation peut déboucher sur des troubles du développement, des anomalies morphologiques (notamment au niveau des bois) ou une plus grande sensibilité aux maladies,. L'hybridation représente une autre menace potentielle, bien que plus marginale : dans certains cas, des [croisements avec d'autres sous-espèces introduites ou avec le cerf sika (Cervus nippon) ont été constatés, ce qui peut entraîner une altération de patrimoine génétique spécifique au cerf élaphe ibérique,.
D'un point de vue sanitaire, plusieurs pathologies affectent les populations, notamment la tuberculose bovine, dont le cerf peut être porteur et vecteur, créant ainsi des conflits avec des élevages voisins. Les fortes densités facilitent également la prolifération de parasites internes et externes, en particulier les tiques et les strongles pulmonaires.
Face à ces défis, les gestionnaires des territoires de chasse mettent en œuvre diverses mesures de régulation, notamment par des quotas sélectifs selon l'âge et le sexe, ainsi que des actions de sélection visant à préserver la qualité génétique et trophéique des populations. La chasse sélective, combinée à une surveillance sanitaire régulière, constitue un levier essentiel de conservation active, en particulier dans les zones privées où les intérêts économiques peuvent parfois entrer en tension avec les objectifs écologiques.
Dans les espaces protégés, tels que les parcs nationaux et naturels espagnols (comme Cabañeros ou Doñana), le cerf élaphe ibérique évolue dans des conditions plus naturelles. Sa régulation y est généralement assurée par des actions ponctuelles à visée scientifique ou conservatoire. Ces zones jouent un rôle crucial dans la préservation des comportements naturels du cerf, de ses cycles reproductifs, et du maintien de lignées non perturbées par des croisements exogènes.
En somme, la conservation de Cervus elaphus hispanicus ne repose pas sur une politique d'urgence liée à une menace d'extinction, mais sur une gestion rigoureuse et à long terme. Cette gestion doit concilier les attentes économiques des territoires ruraux, le maintien de l'équilibre des écosystèmes méditerranéens, et la protection du patrimoine génétique de cette sous-espèce emblématique de la faune ibérique.

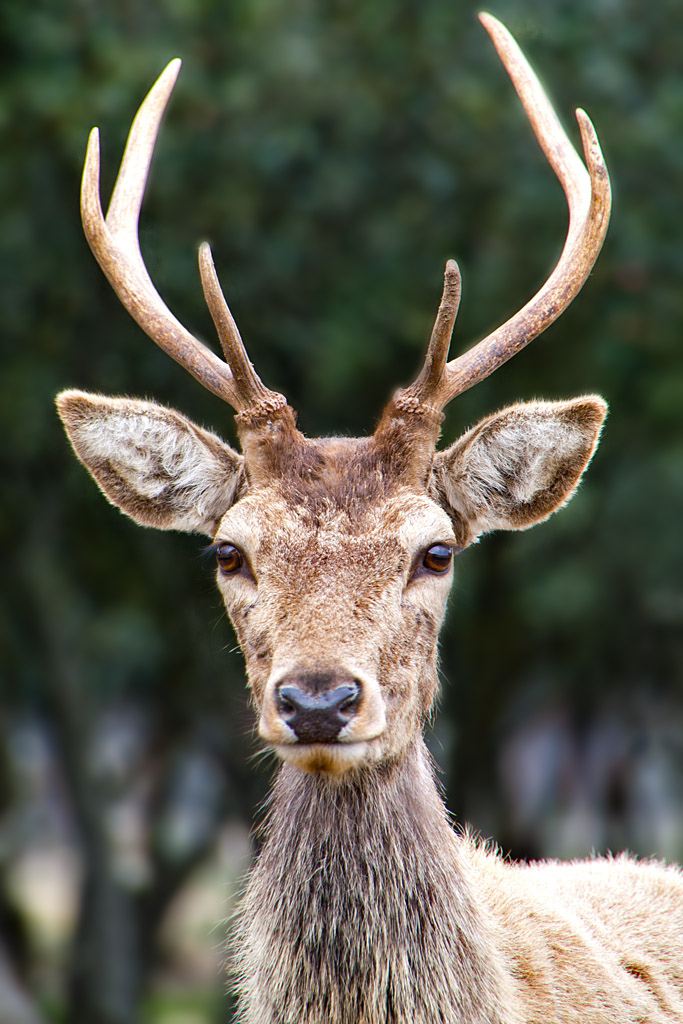
Cerf élaphe ibérique

## Culture et symbolique
Le cerf élaphe ibérique occupe une place importante dans l'imaginaire collectif et les traditions rurales de la péninsule Ibérique. Bien au-delà de son rôle écologique ou cynégétique, il s'impose comme une figure emblématique dans l'histoire, la culture populaire et les représentations symbolique de l'Espagne et du Portugal.
Dans la tradition de la chasse, le cerf a longtemps été considéré comme un gibier noble, réservé aux élites. La pratique de la montería, battue collective profondément ancrée dans la culture espagnole, illustre parfaitement cette dimension rituelle de la chasse. Organisée dans les grandes fincas, la montería met en scène le cerf comme le trophée le plus prestigieux, recherché pour la finesse et la régularité de ses bois. Au Portugal, le cerf occupe une place similaire, notamment dans les vastes paysages boisés de l'Alentejo, où il est chassé de manière traditionnelle, dans un esprit à la fois utilitaire et symbolique. Dans ces deux pays, les trophées sont souvent conservés et exposés comme objets de fierté familiale ou symboles de transmission intergénérationnelle.
L'importance culturelle du cerf élaphe ibérique trouve aussi ses racines dans l'art. Depuis la préhistoire, l'animal est représenté dans les peintures rupestres, comme en témoignent les figures stylisées découvertes dans les grottes d'Altamira ou de la Cueva de la Vieja. Ces représentations soulignent non seulement le rôle du cerf dans la subsistance des peuples anciens, mais aussi sa probable charge symbolique, liée à la fertilité, à la force et au renouveau. Durant le Moyen Âge, le cerf apparaît fréquemment dans les tapisseries, les manuscrits enluminés et les peintures, où il incarne à la fois le gibier aristocratique et une figure spirituelle. Dans l'art religieux, il est parfois associé à la quête divine, notamment dans les récits hagiographiques de saints comme Hubert ou Eustache, où le cerf devient un médiateur entre le monde terrestre et le monde céleste.
Dans les campagnes espagnoles et portugaises, le cerf est également une figure familière, souvent entourée de récits populaires. Il est perçu comme un animal à la fois noble et insaisissable, symbole de vigilance, de liberté et d'élégance. La rareté de ses apparitions, sa discrétion dans les massifs boisés et la puissance de son brame en automne ont nourri de nombreuses légendes locales. Certaines traditions orales décrivent le cerf comme un esprit protecteur des forêts, un messager ou un présage. Ces récits renforcent l'idée que le cerf n'est pas seulement une proie, mais aussi un être respecté, presque sacré.
Dans la littérature, l'image du cerf revient souvent dans les œuvres traitant du monde rural et de la chasse. Des auteurs espagnols comme Miguel Delibes ont largement contribué à immortaliser le cerf élaphe ibérique dans leurs romans et chroniques cynégétiques, lui conférant une profondeur symbolique qui dépasse le simple cadre du gibier. Son rôle est également affirmé dans les essais philosophiques, comme ceux de José Ortega y Gasset, qui voit la chasse au cerf comme une métaphore de la relation entre l'Homme et la nature.
Aujourd'hui, le cerf élaphe ibérique continue de jouer un rôle central dans l'identité culturelle des zones rurales de la péninsule. Il est devenu une icône de la faune méditerranéenne, largement utilisée dans la signalétique des parcs naturels, les brochures touristiques ou les campagnes de sensibilisation à la conservation. L'observation du brame, en particulier, attire chaque année un nombre croissant de visiteurs, curieux d'assister à ce spectacle animalier intense, dans le respect des traditions locales.

## Galerie

Le cerf élaphe ibérique
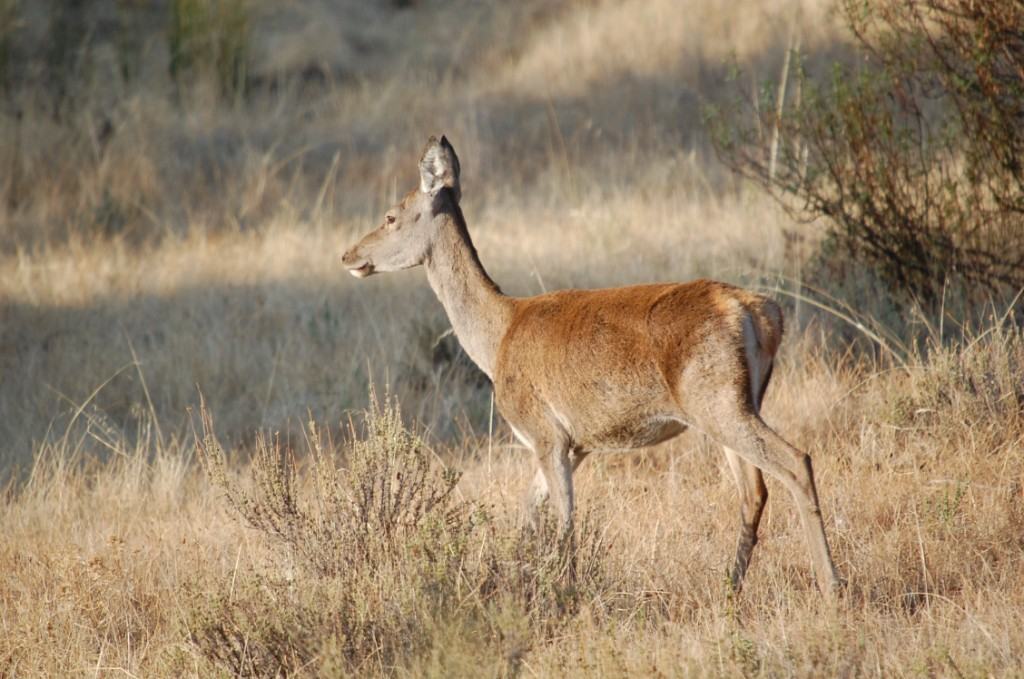
Brame du cerf élaphe ibérique à Monfragüe (Espagne, 2008).
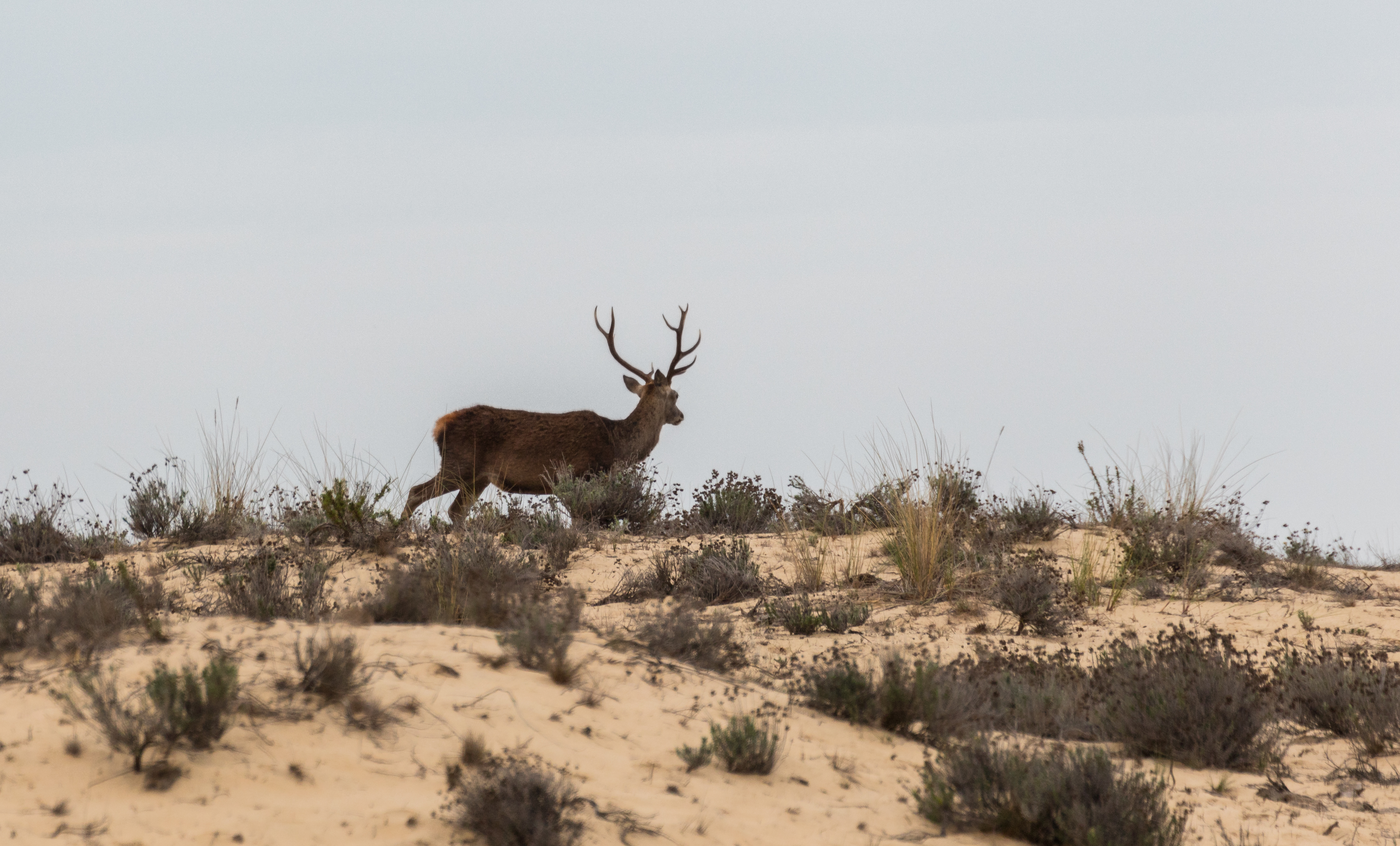
Cerf élaphe ibérique, parc national de Doñana, Huelva, Espagne.
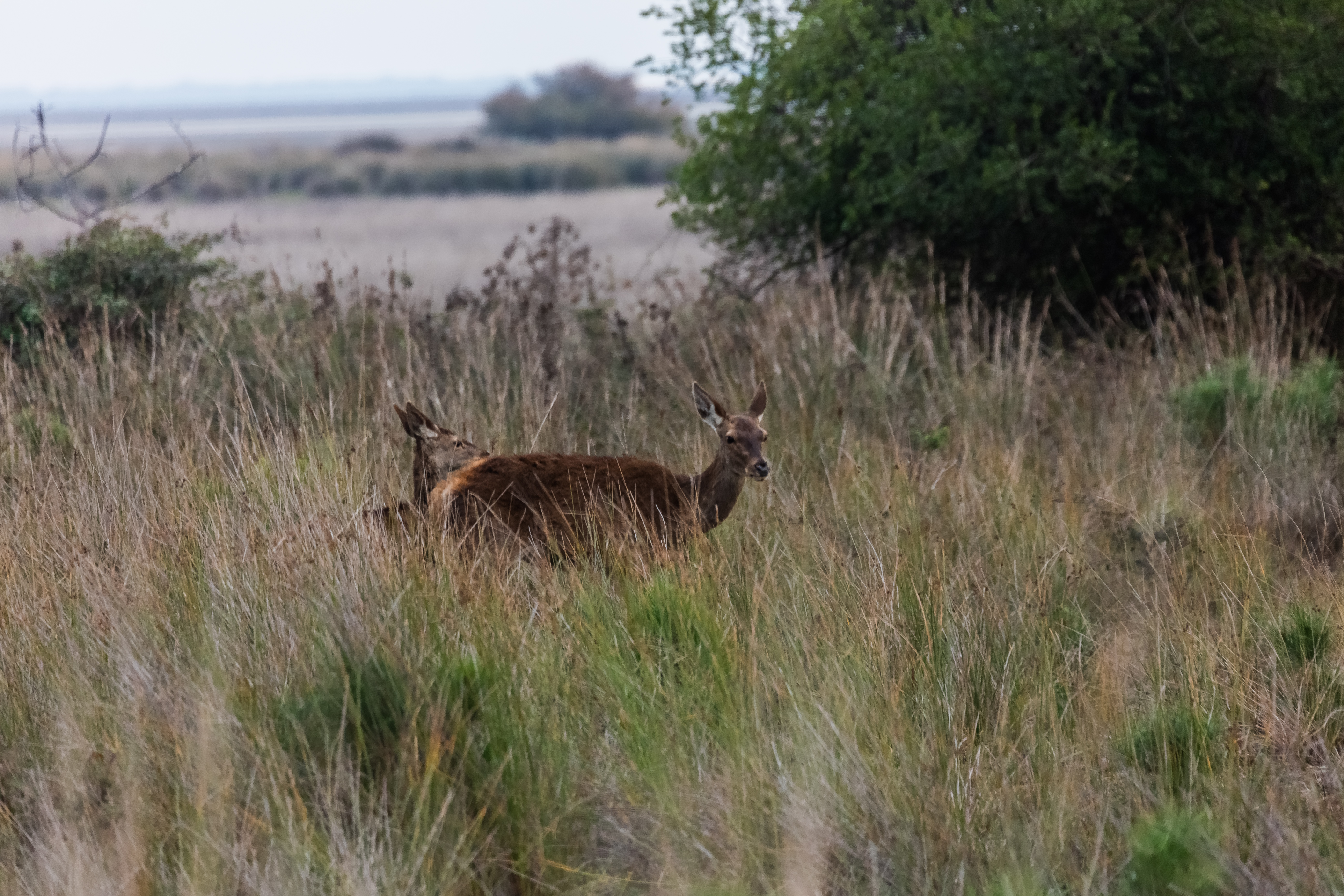
Cerf élaphe ibérique, parc National de Doñana, Huelva, Espagne.
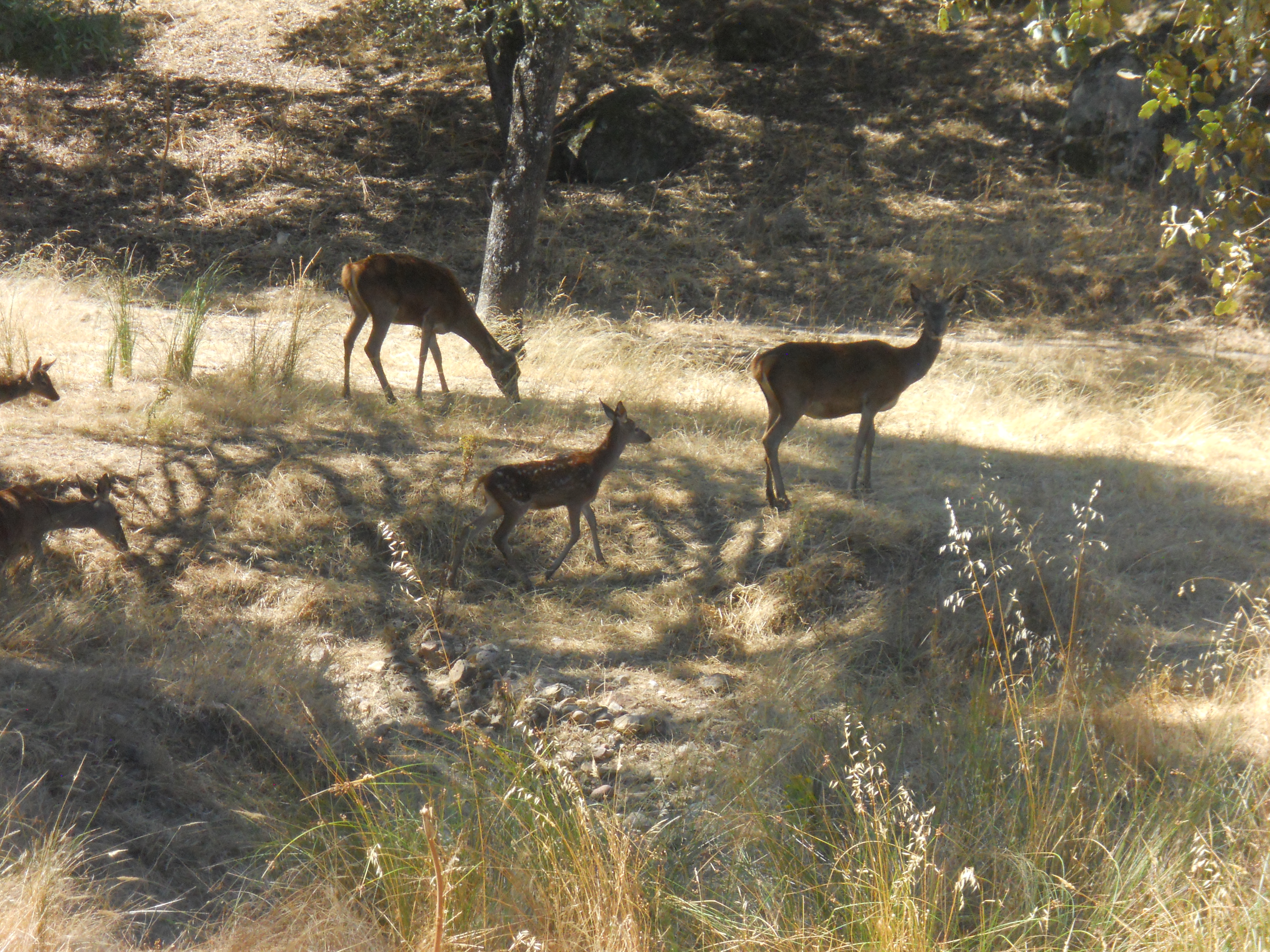
Cerf élaphe ibérique dans le parc national de la Sierra de Andújar.
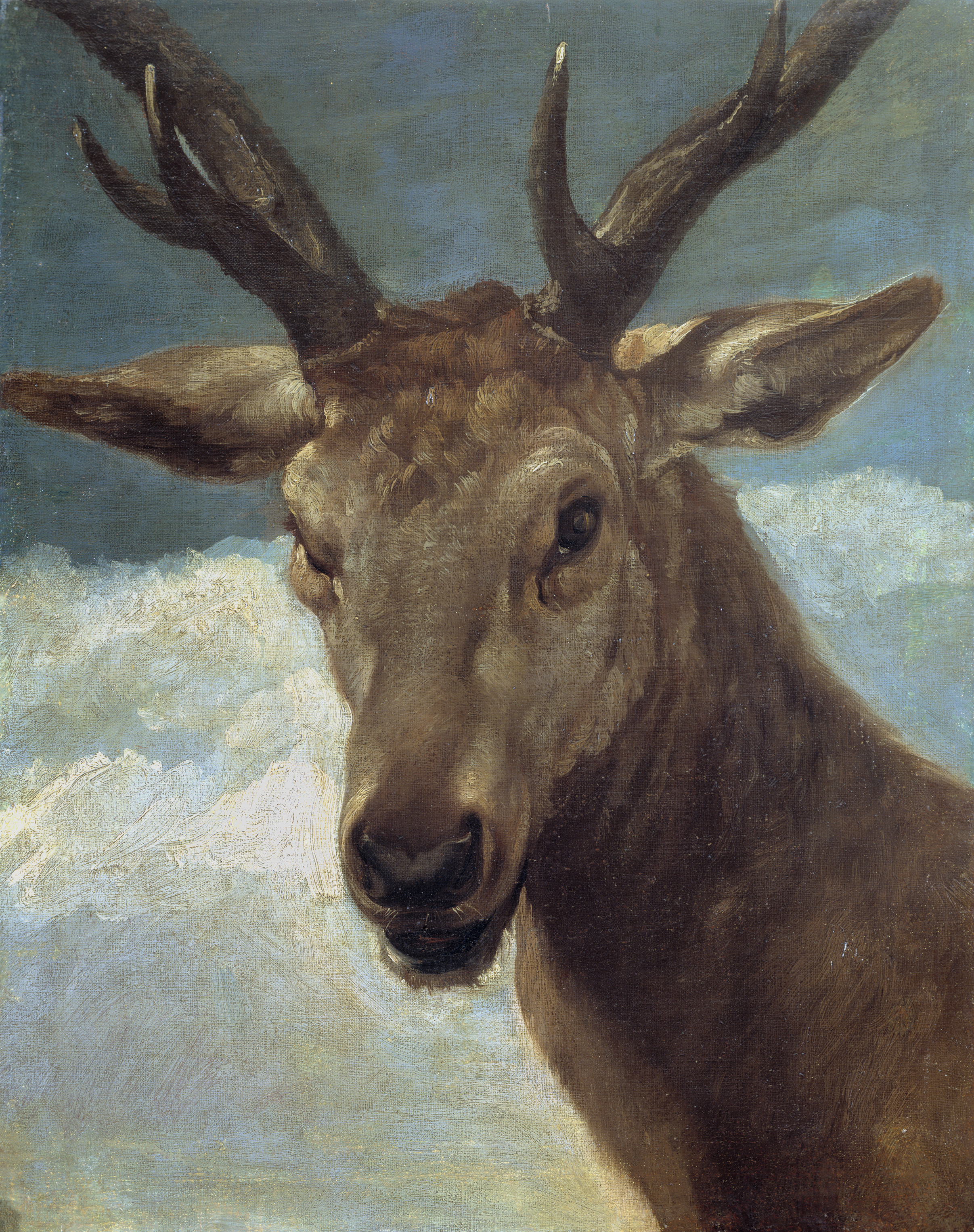
Tête de cerf, Diego Vélasquez, entre 1626 et 1636, Musée national du Prado.
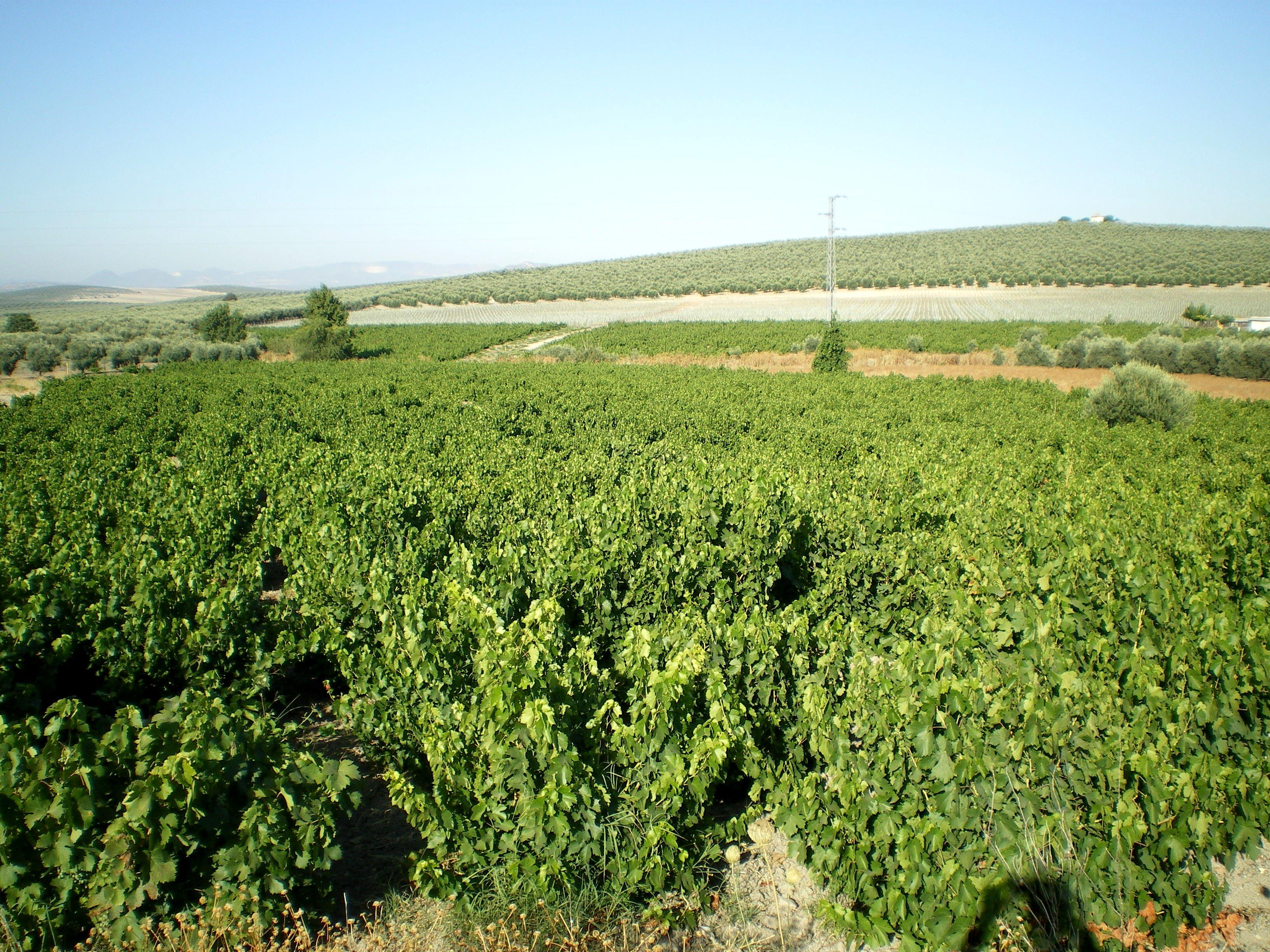
Vinyas d'une variéré "chez Pedro Ximénez", tepicas dans une dénomination d'orichen Montilla-Moriles, dans le monecípio de Moriles (Cordoue)
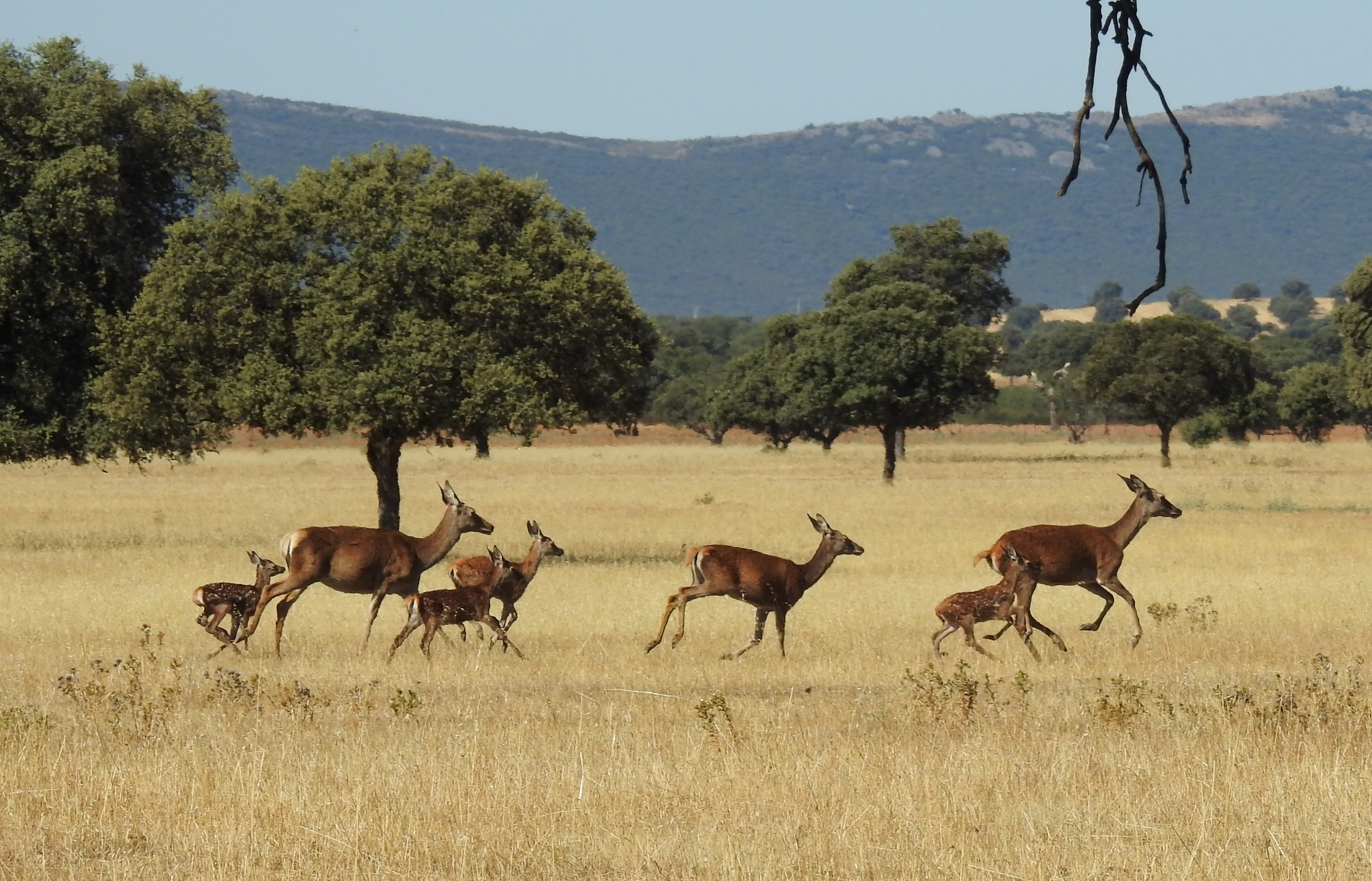
Sur les près de 41 000 hectares du parc national, en grande partie constitués de forêt méditerranéenne, quelque 8 000 hectares sont constitués d'une grande plaine parsemée de chênes verts, la Raña, où de grands herbivores comme le cerf élaphe ibérique trouvent leur nourriture.
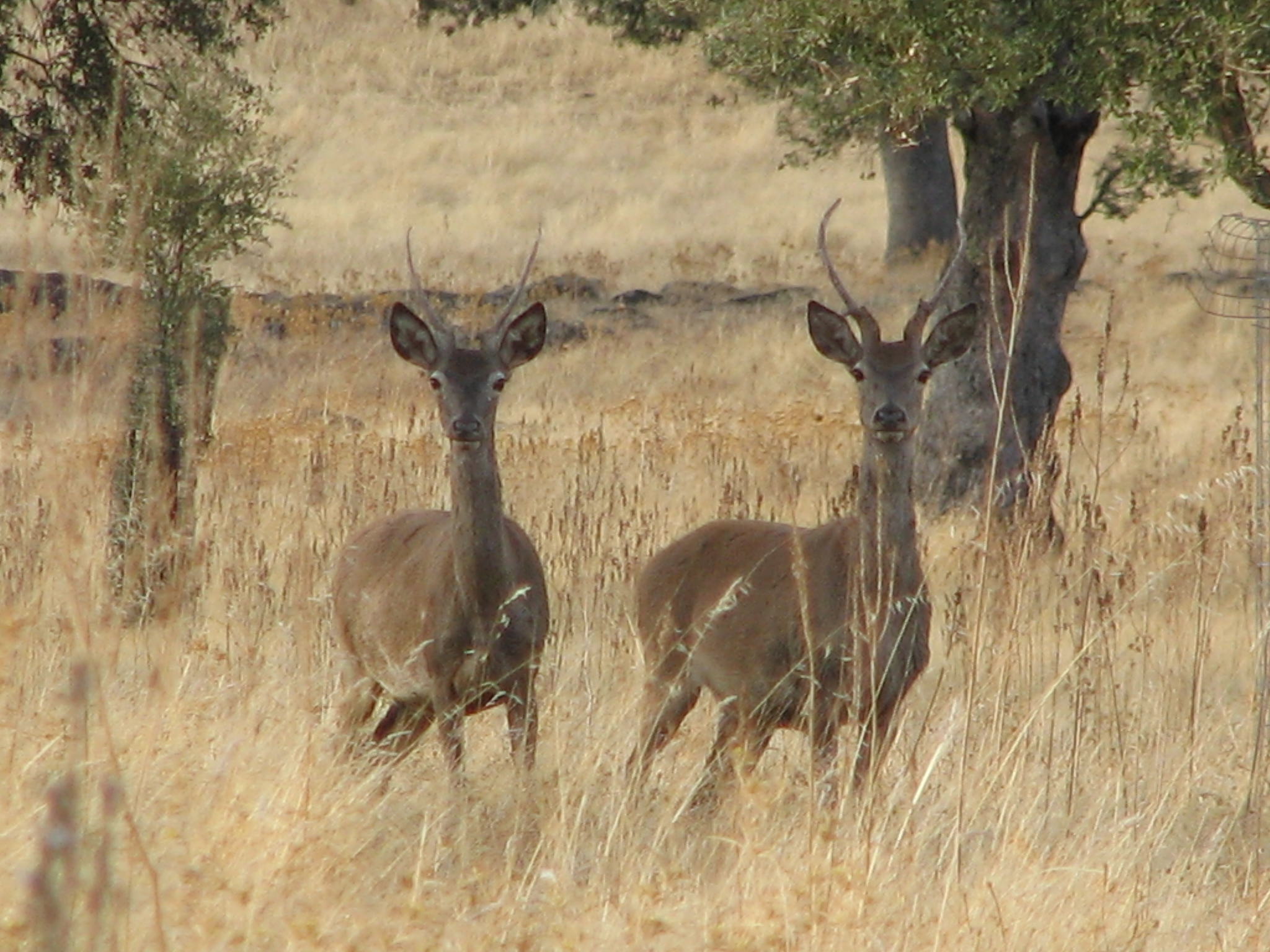
Cervus elaphus hispanicus (Estrémadure, Espagne).
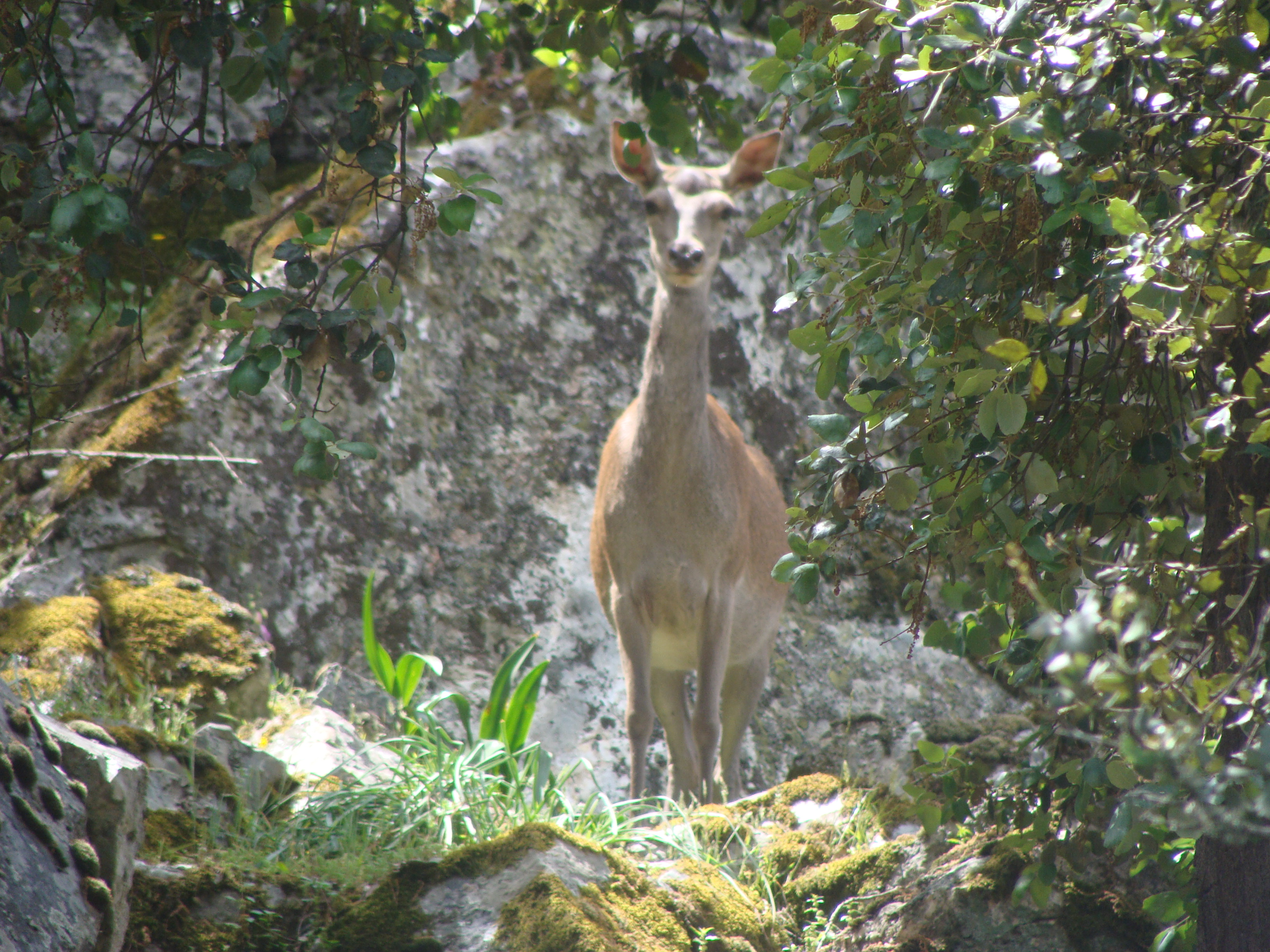
Cervus elaphus hispanicus, femelle, dans le parc national de Monfragüe, Cáceres, Estrémadure, Espagne.
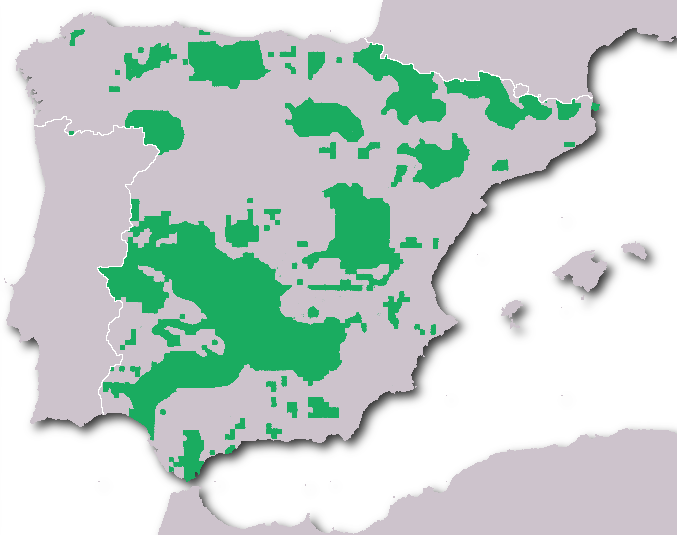
Carte de répartition du cerf élaphe ibérique en Espagne.
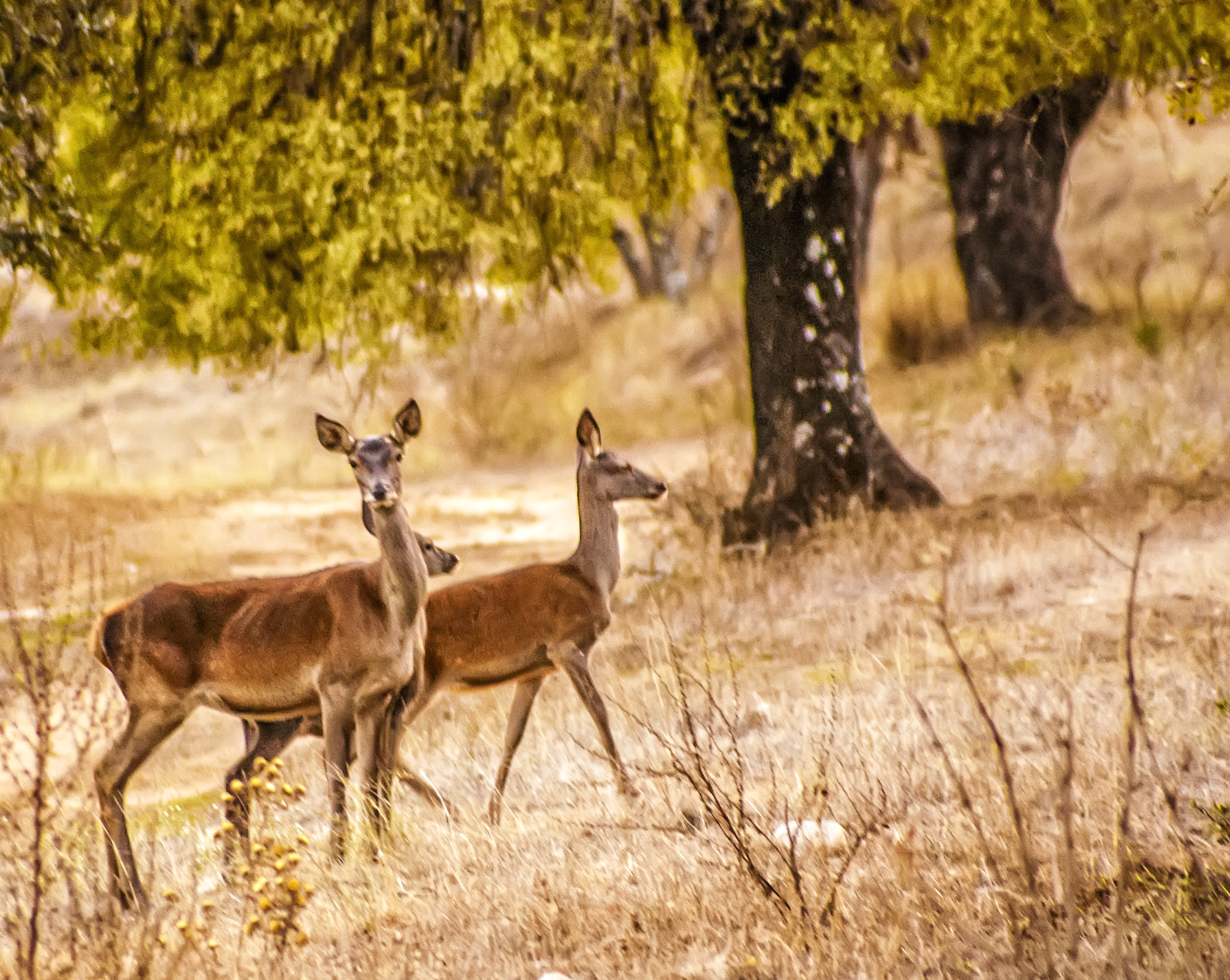
Cerf élaphe ibérique à la fin de l'été 2014, près des rives de la rivière Jándula, dans le parc naturel de la Sierra de Andújar (province de Jaén, Andalousie, Espagne).
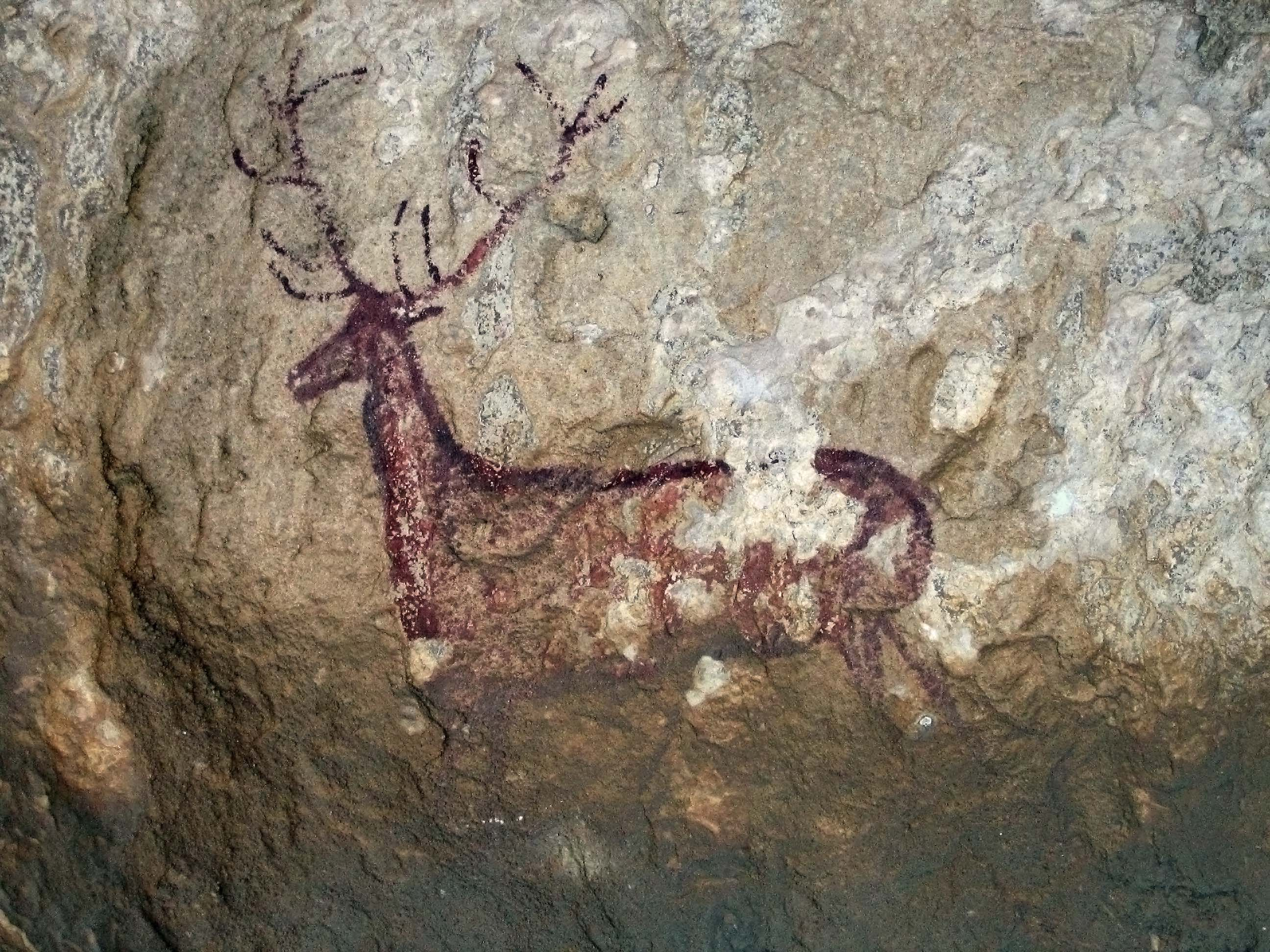
Peinture préhistorique, cerf élaphe ibérique. Art levantin d'Espagne ; cc. 6000 adC. Abri de Chimiachas, à le Parc Naturell de la Sierra y los Cañones de Guara (Huesca, Espagne)
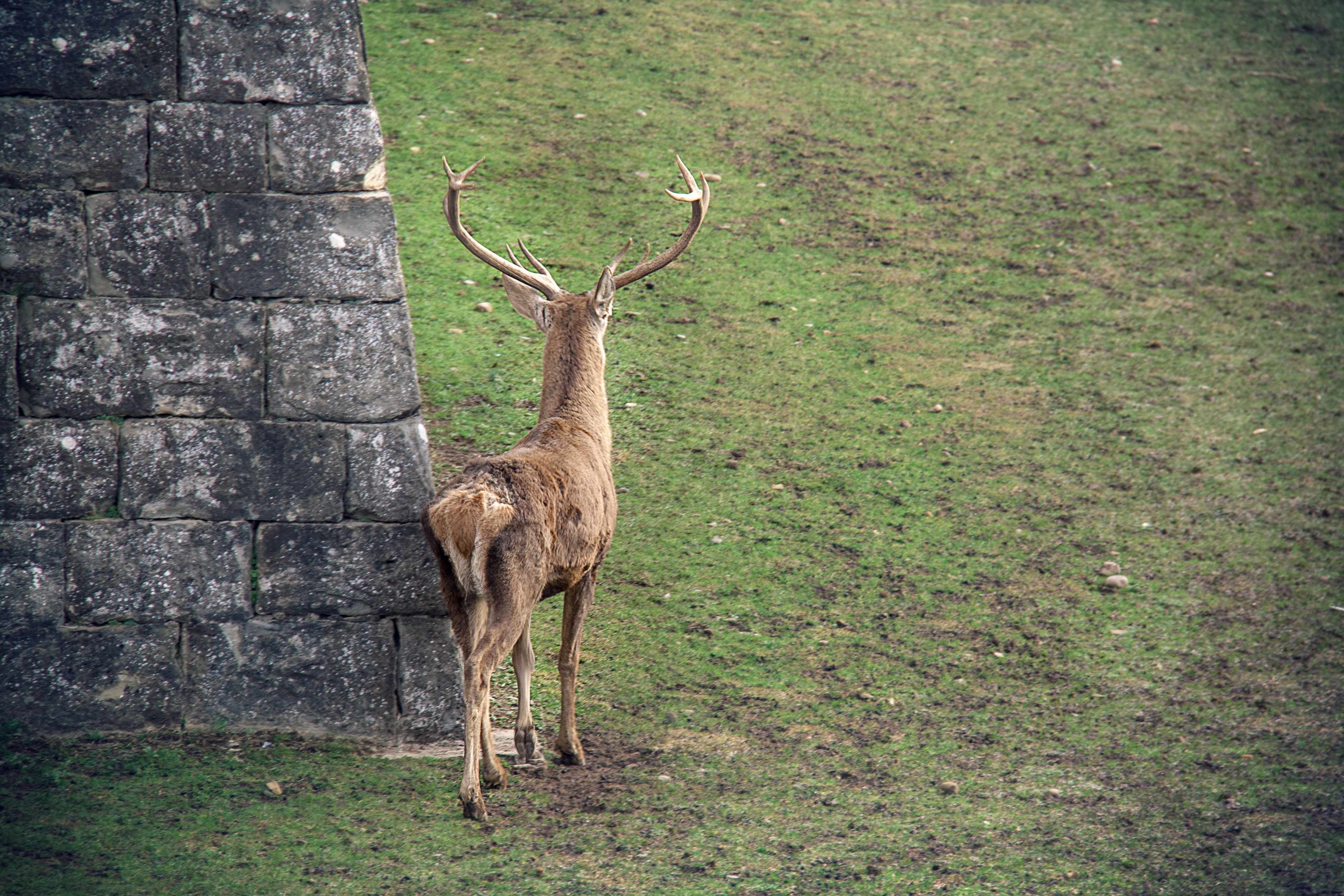
Jaca, Espagne
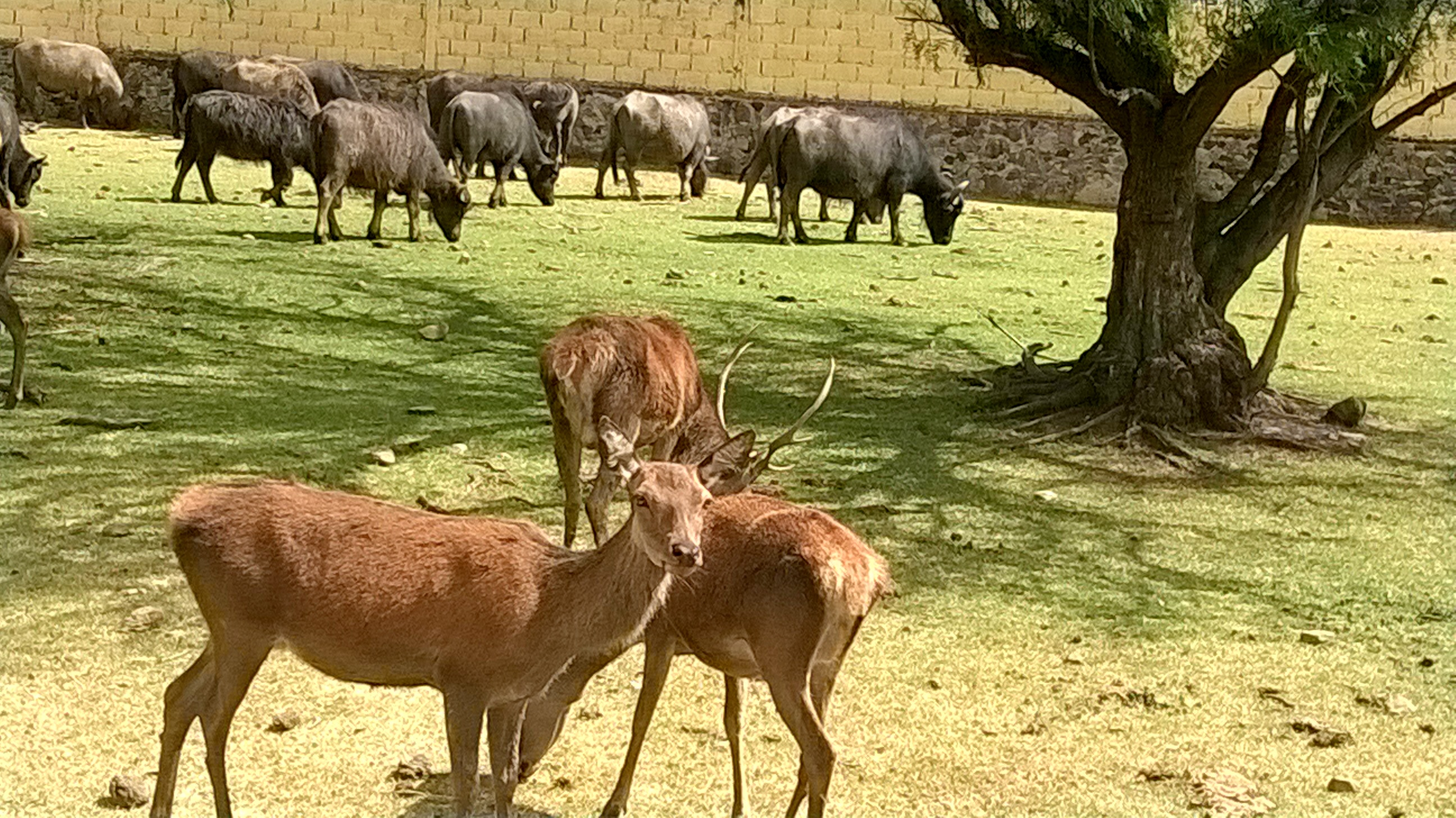
Prise au parc "Reino Animal" à Otumba, Mexique.
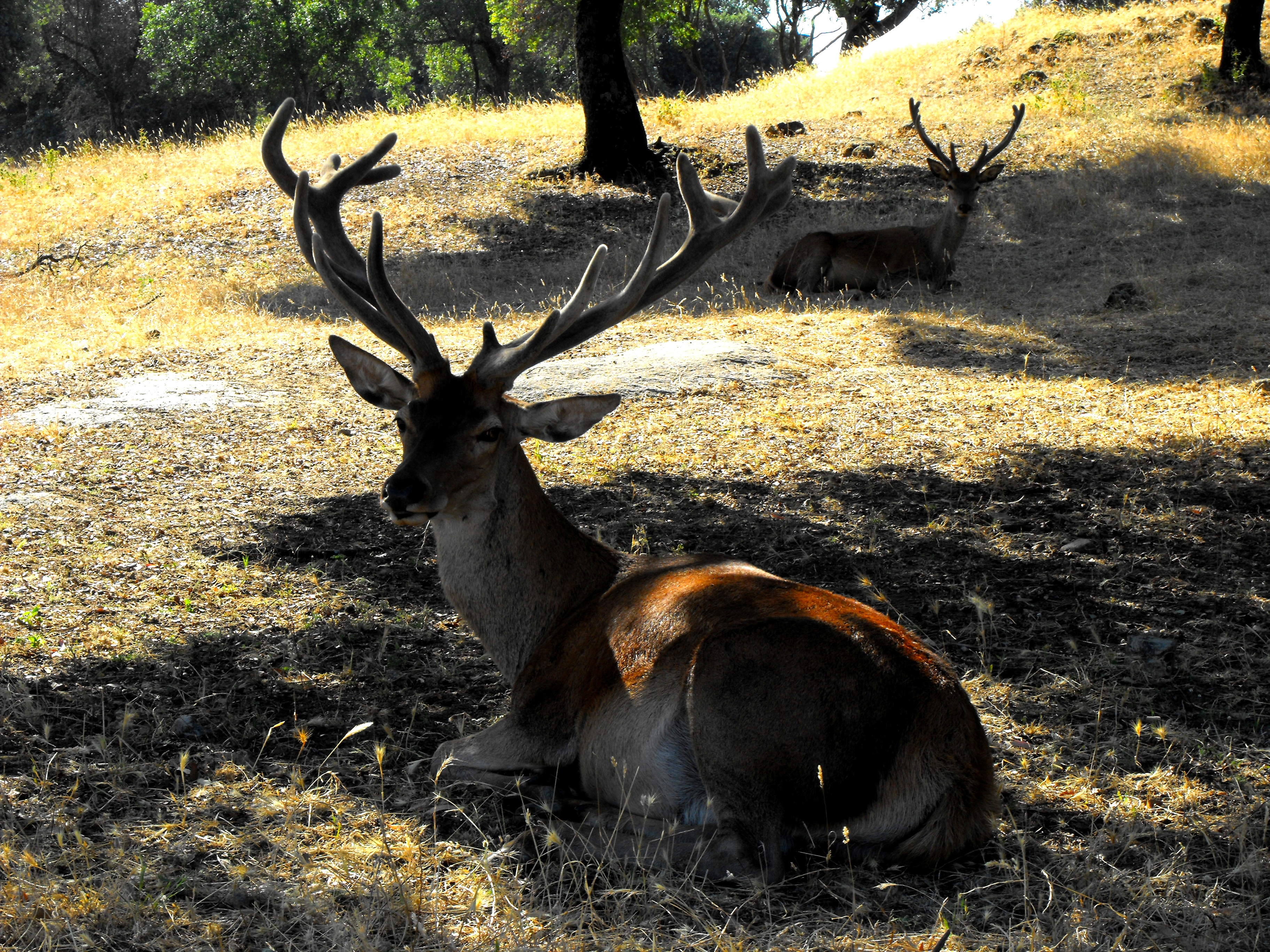
En juillet et au milieu de l'été, le cerf élaphe ibérique recherche l'ombre. Durant cette période, ils affichent un comportement grégaire et amical. Ce comportement change avec l'arrivée du rut.
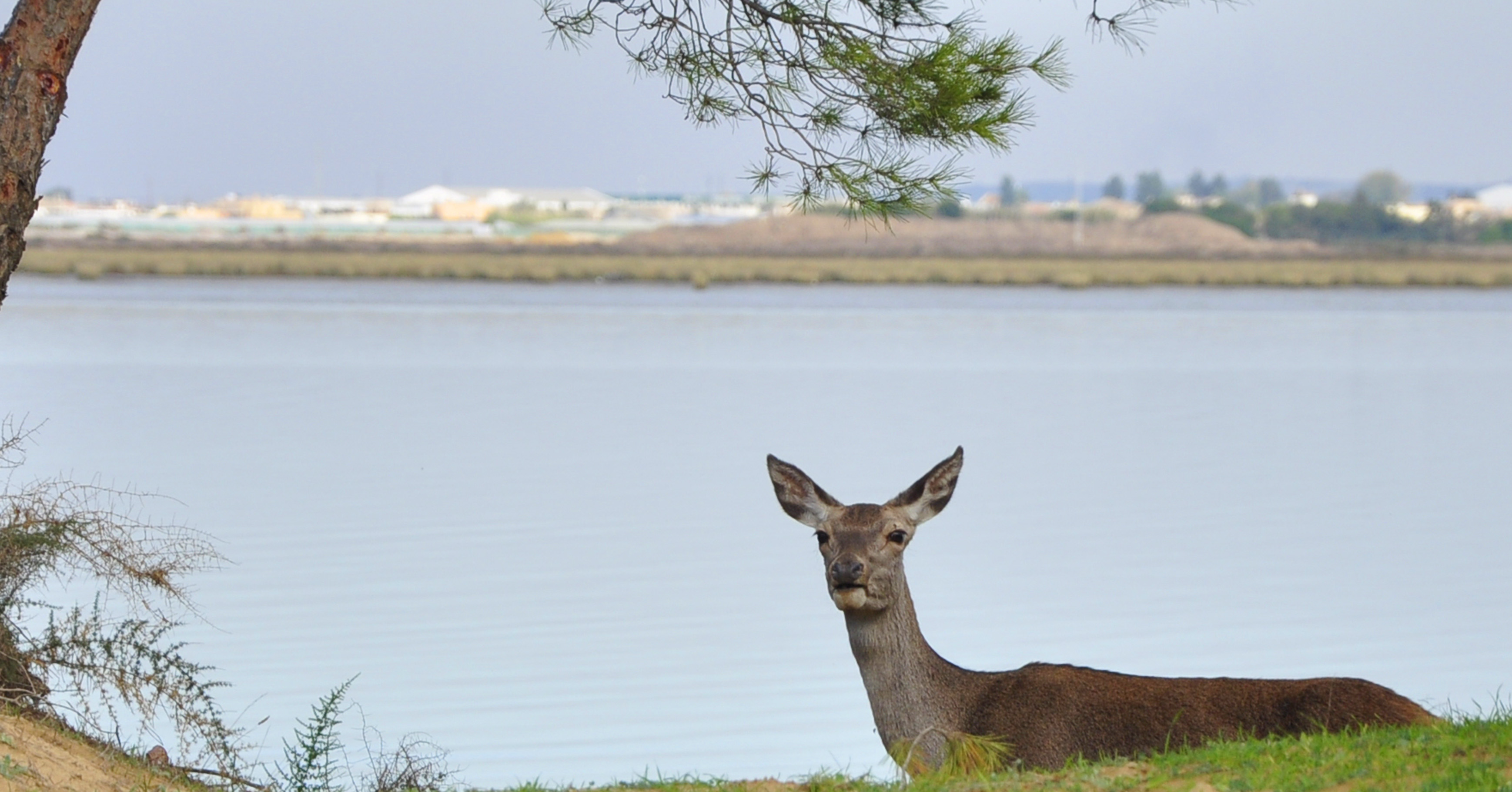
Parc national de Doñana.
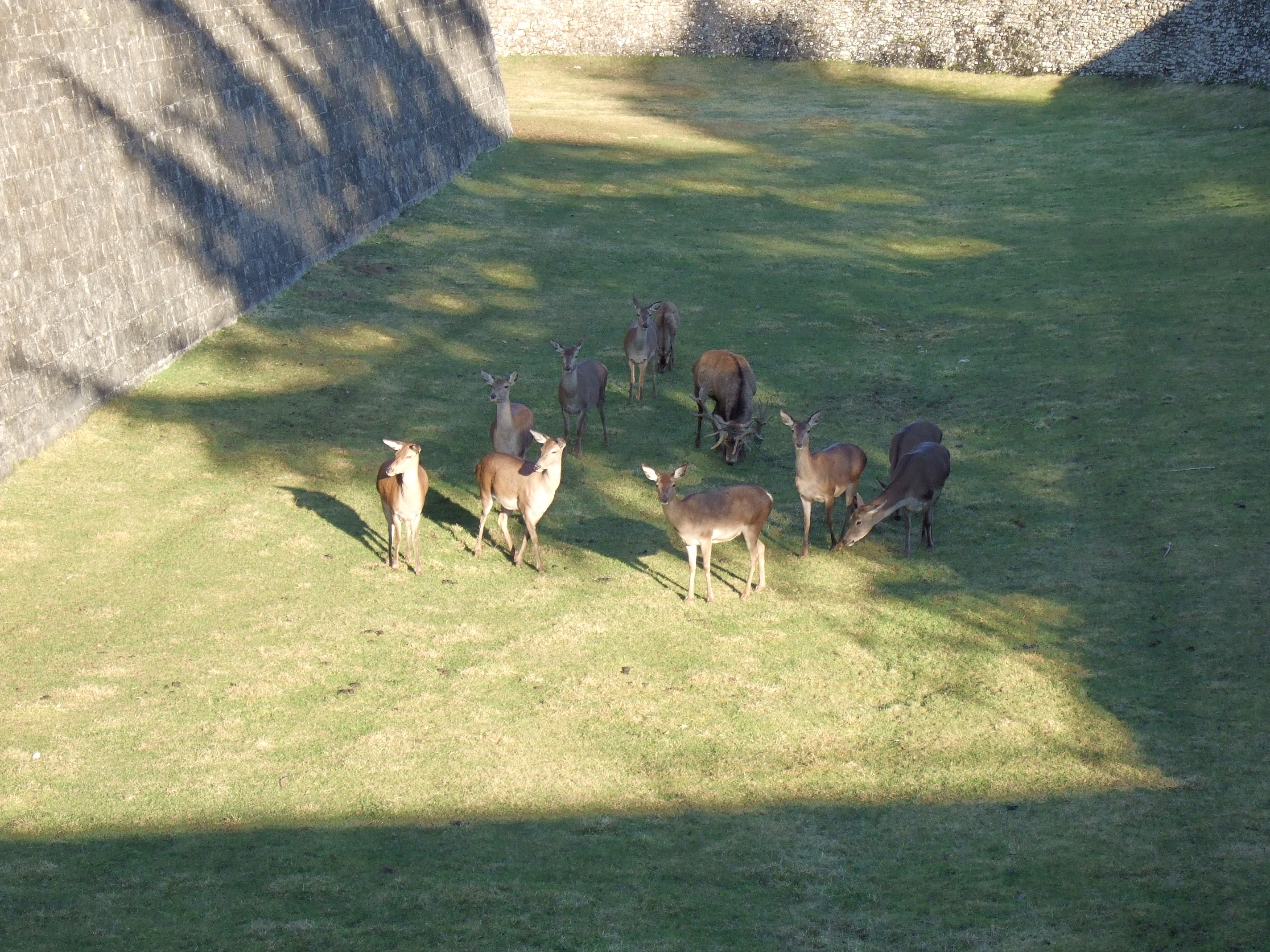
Jaca - Château de San Pedro - Douves - Cerf élaphe ibérique
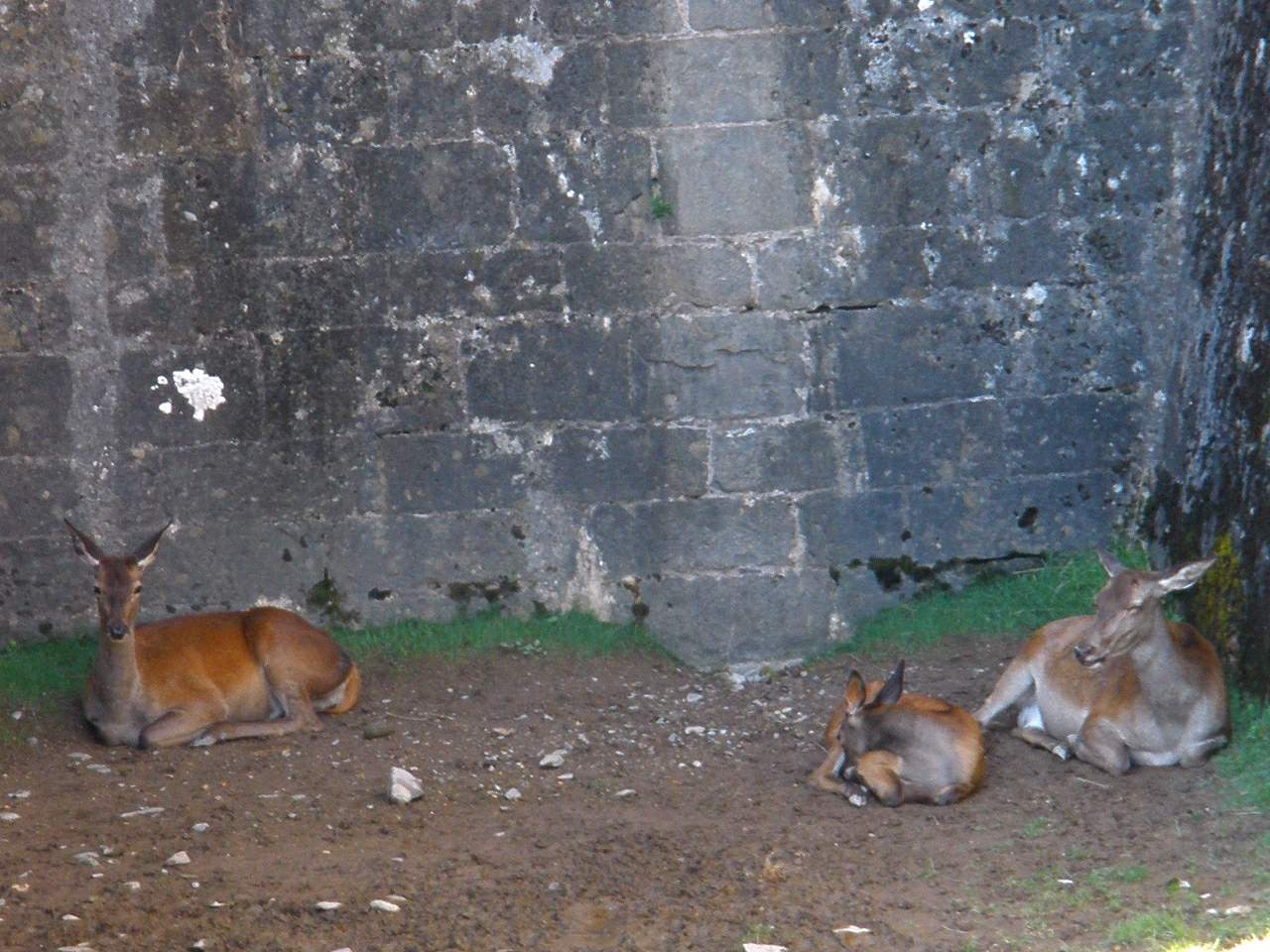
Citadelle de Jaca
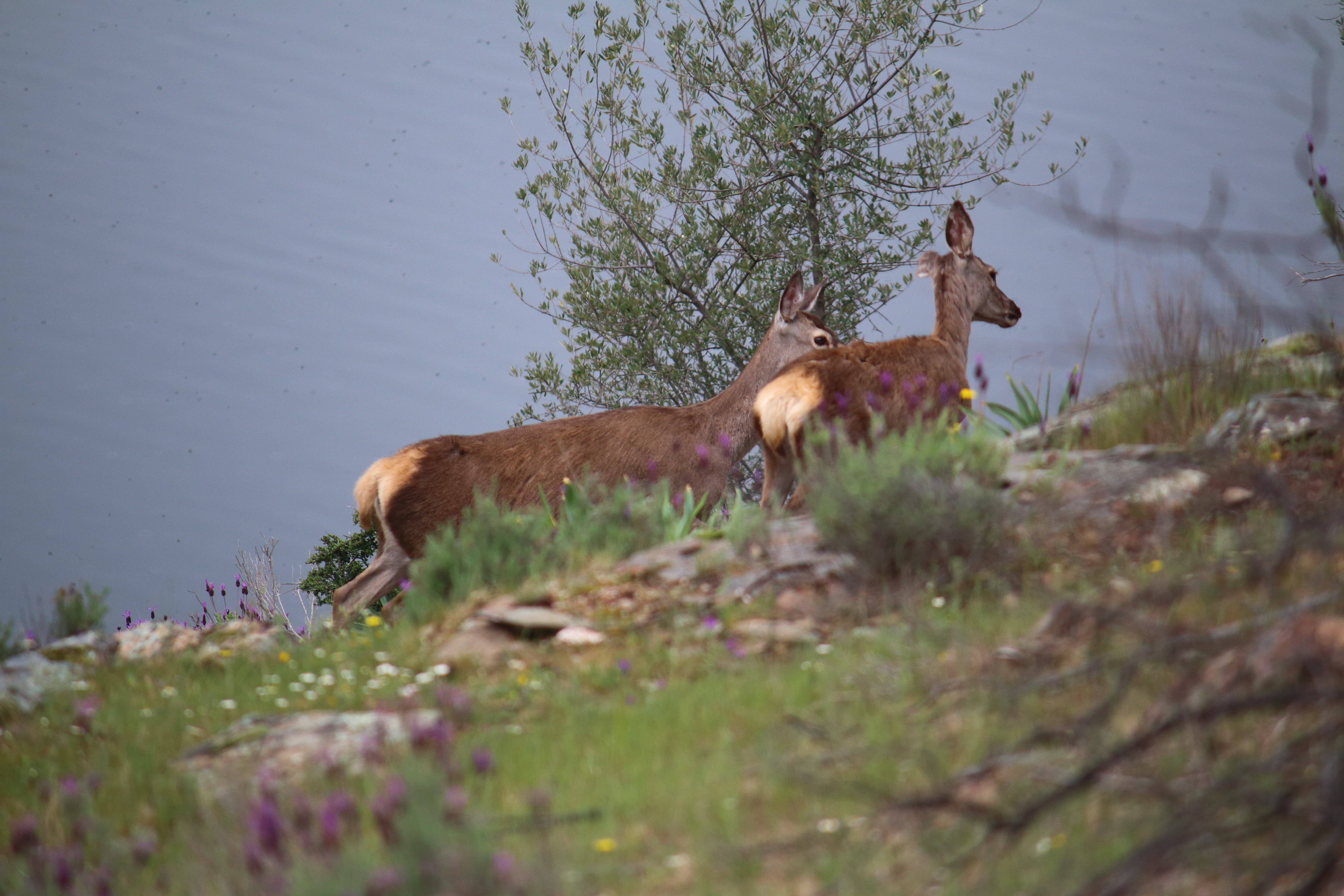
Parc national de Monfragüe

## Systématique
Le nom valide complet (avec auteur) de ce taxon est Cervus elaphus hispanicus Hilzheimer, 1909.